# Charles Sanders Peirce

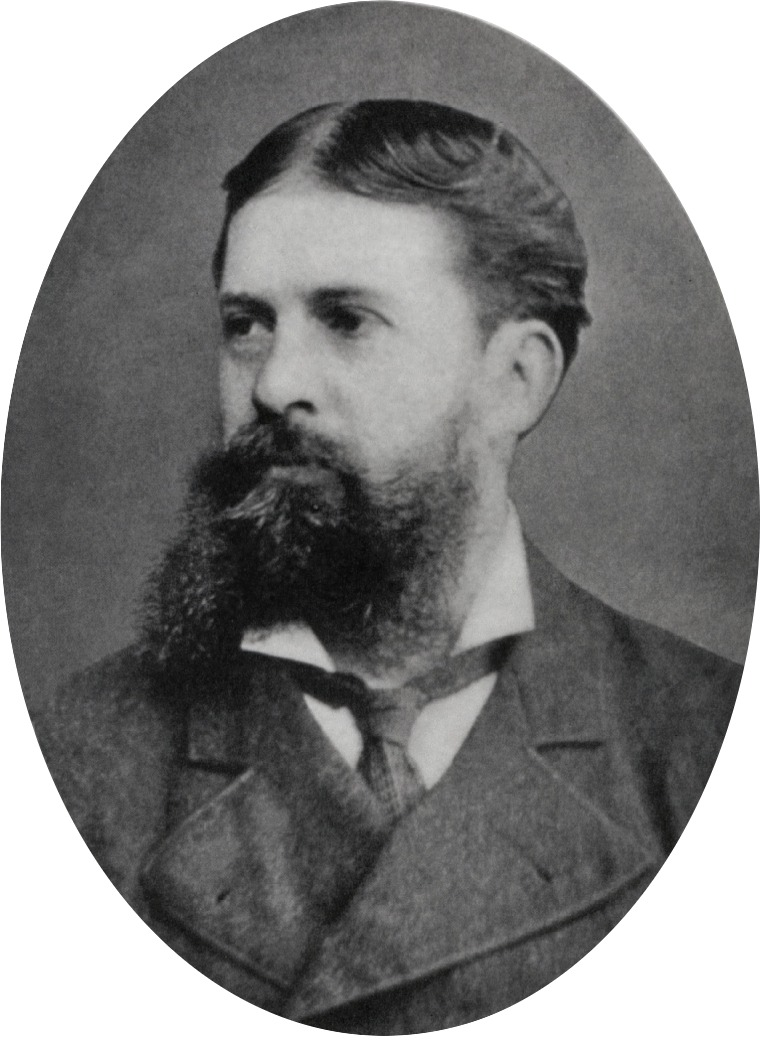
Charles Sanders Peirce um 1870

Charles Santiago Sanders Peirce (ausgesprochen: /'pɜrs/ wie pörs) (* 10. September 1839 in Cambridge, Massachusetts; † 19. April 1914 in Milford, Pennsylvania) war ein US-amerikanischer Mathematiker, Philosoph, Logiker und Semiotiker.
Peirce gehört neben William James und John Dewey zu den maßgeblichen Denkern des Pragmatismus, wobei er sich später deutlich von den Entwicklungen der pragmatischen Philosophie distanzierte. Insbesondere wendete er sich gegen die relativistische Nützlichkeitsphilosophie, die von vielen Pragmatisten als Grundprinzip der Wahrheit mit dem Pragmatismus gelehrt wurde. Sein philosophisches Konzept nannte er fortan Pragmatizismus, um sich von James, Dewey, F. C. S. Schiller und Josiah Royce abzugrenzen. Außerdem gilt Peirce als Begründer der modernen Semiotik. Bertrand Russell und Karl-Otto Apel bezeichneten ihn als den „größten amerikanischen Denker“, Karl Popper betrachtete ihn als „einen der größten Philosophen aller Zeiten“.
Peirce leistete wichtige Beiträge zur modernen Logik, unter anderem:
- Er wies nach, dass aus der logischen Nicht-Und- (NAND) beziehungsweise der logischen Nicht-Oder-Operation (NOR, zu seinen Ehren auch Peirce-Operator genannt) alle anderen aussagenlogischen Junktoren abgeleitet werden können.
- Er führte die Standardnotation für Prädikatenlogik erster Ordnung ein.
- Er formulierte die wichtigsten Theorien in der Semiotik: Theory of signs und Theory of meaning.
- Oft wird ihm zugeschrieben, 1885 die Wahrheitstabellen als Mittel eingeführt zu haben, um zu überprüfen, ob eine zusammengesetzte Aussage eine Tautologie ist. Man findet aber dieses semantische Entscheidungsverfahren etwas abstrakt schon bei Boole. Peirce stellte jedoch den Zweck der Tautologiegewinnung deutlich heraus.

Peirce beschäftigte sich auch mit logischen Schlussfolgerungsweisen und führte neben der bekannten Induktion und Deduktion die Abduktion (Hypothese) als dritte Schlussfolgerungsweise in die Logik ein. Aus der Abfolge von Abduktion, Deduktion und Induktion entwickelte er einen erkenntnis- und wissenschaftstheoretischen Ansatz.

## Leben

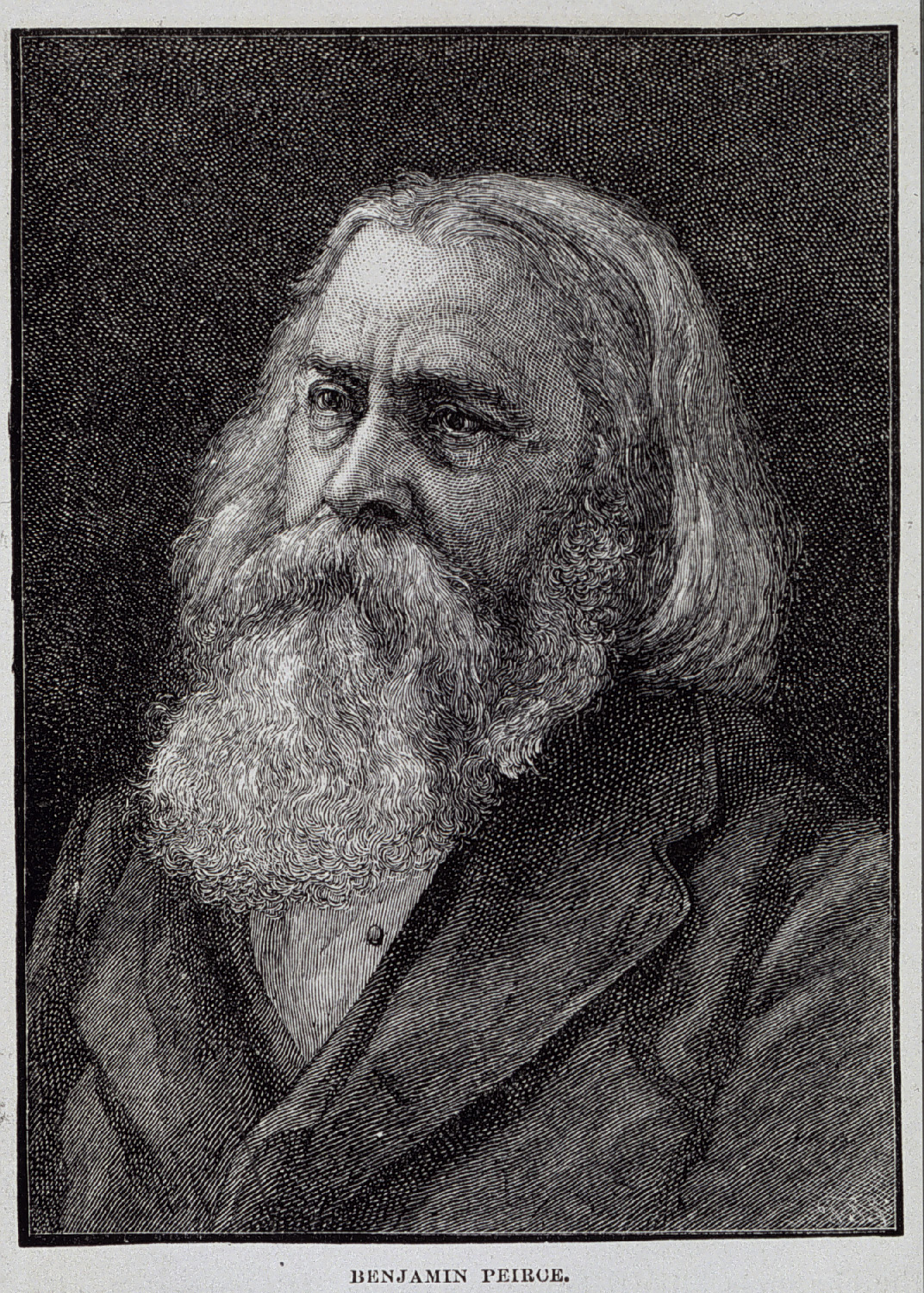
Benjamin Peirce

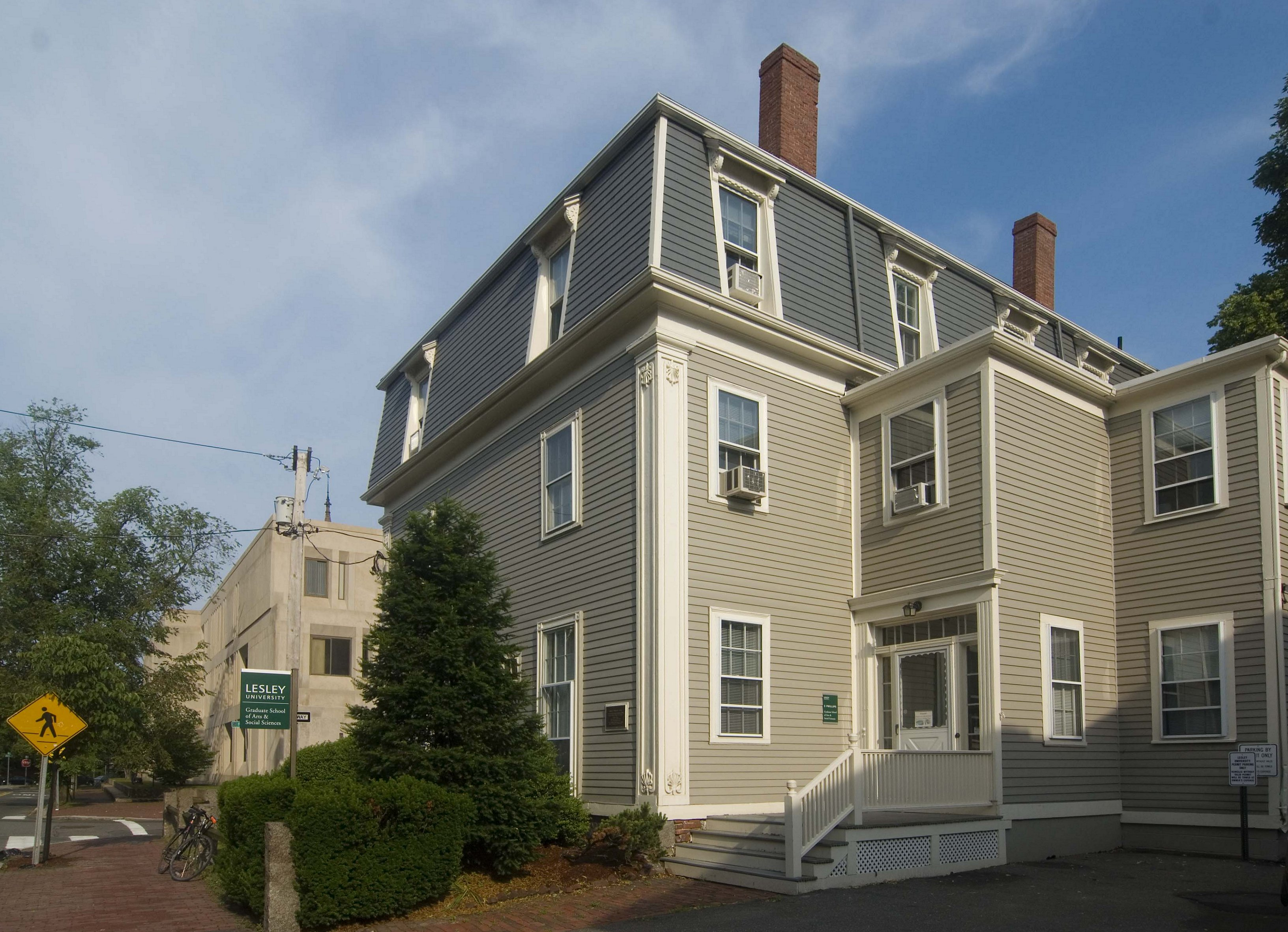
Das Geburtshaus von Peirce. Jetzt Teil der Lesley University's Graduate School of Arts and Social Sciences

Peirce wurde in Cambridge, Massachusetts, als zweites von fünf Kindern von Sarah und Benjamin Peirce (1809–1880) geboren. Sein Vater war Professor für Astronomie und Mathematik an der Harvard University und nachweislich der erste ernsthaft forschende Mathematiker in den USA. Sein Lebensumfeld war das eines gut situierten Bildungsbürgertums. Schon als Junge erhielt Peirce von einem Onkel die Einrichtung eines Chemielabors. Sein Vater erkannte seine Begabung und bemühte sich, ihm eine umfassende Bildung zu vermitteln. Mit 16 Jahren begann er die Kritik der reinen Vernunft zu lesen. Er benötigte für das Studium des Werkes, mit dem er sich täglich mehrere Stunden auseinandersetzte, drei Jahre, nach denen er nach eigener Aussage das Buch fast auswendig konnte.

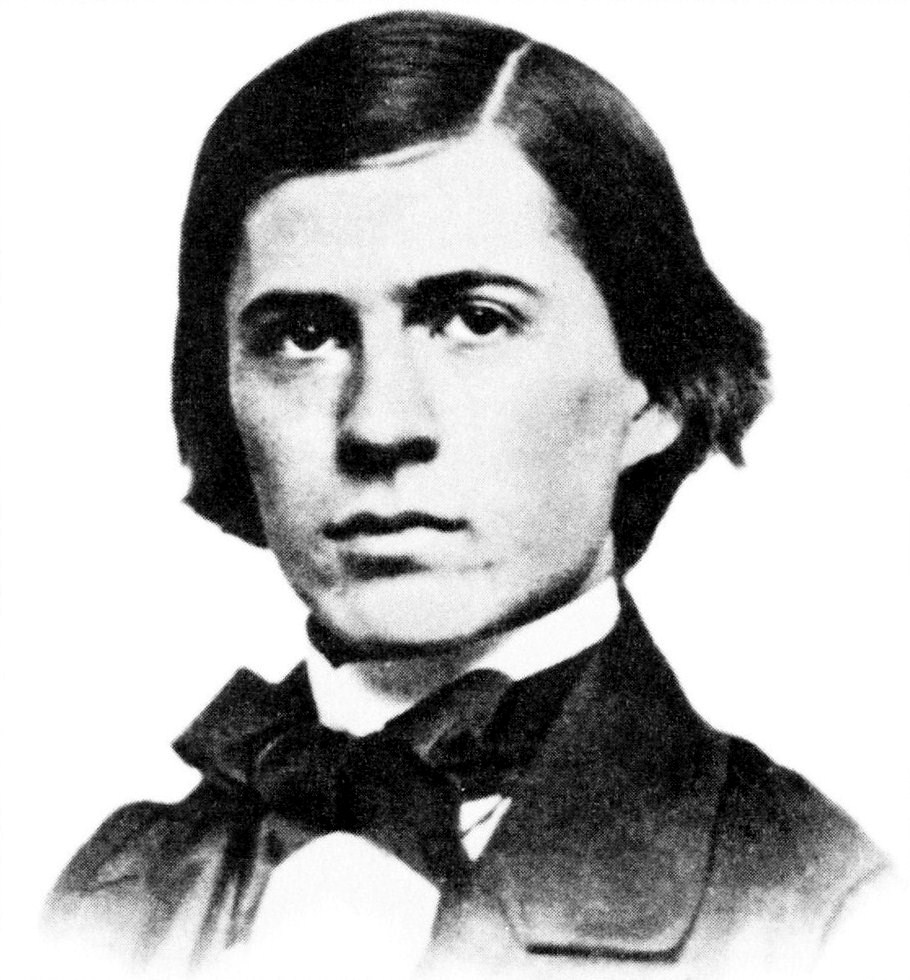
Charles Sanders Peirce im Jahr 1859

Peirce litt seit seiner späten Jugend an Schmerzattacken, die heute als Trigeminusneuralgie diagnostiziert würden. Sein Biograph Joseph Brent berichtet, dass er während dieser Schmerzen „zuerst fast betäubt war, dann distanziert, kalt, deprimiert, extrem misstrauisch, ungeduldig bei der kleinsten Berührung und zu heftigen Wutausbrüchen neigend“.
Peirce studierte an der Harvard University und an der Lawrence Scientific School. Er bestand 1862 den Master of Arts und war einer der ersten (1863), die den Bachelor of Science im Fach Chemie ablegten – mit Summa cum laude. Noch während seines Chemiestudiums heiratete er Harriett Melusina Fay, die aus einer prominenten Pfarrersfamilie stammte. Sie veröffentlichte Bücher zu allgemein politischen Themen und war in der Frauenrechtsbewegung aktiv.
Von 1859 bis 1891 war er mit Unterbrechungen bei der United States Coast and Geodetic Survey tätig. Ab 1861 hatte er eine reguläre Planstelle, so dass er nicht am amerikanischen Sezessionskrieg teilnehmen musste. Er erhielt diese Stelle auf Vermittlung seines Vaters, der als einer der Gründer dieser Behörde dort als Aufsichtsrat fungierte. Peirce' Aufgabenfeld lag im Bereich Geodäsie und Gravimetrie in der Weiterentwicklung der Anwendung von Pendeln zur Bestimmung von lokalen Abweichungen in der Erdgravitation. In Harvard hielt Peirce zwischen 1864 und 1870 nebenberuflich Vorlesungen über Wissenschaftsgeschichte und Wissenschaftstheorie. Schon zu diesem Zeitpunkt findet man in den Manuskripten der Vorlesungen fast alle Grundthemen der Philosophie, die ihn sein Leben lang beschäftigten. Zu Beginn war er sehr stark von Kant geprägt, setzte sich aber intensiv mit Fragen der Logik auseinander und entwickelte zunächst seine eigene Kategorienlehre. Die logischen Arbeiten standen in den ersten Jahren im Vordergrund. So befasste er sich 1865 mit der neuen Logik von George Boole und 1866 erhielt er einen Sonderdruck von Augustus De Morgans Logik der Relative, die seiner Denkentwicklung einen wesentlichen Impuls gab. 1867 wurde er in die American Academy of Arts and Sciences gewählt, 1877 in die National Academy of Sciences. 1868 veröffentlichte Peirce eine Artikelserie in den Proceedings der American Academy of Arts and Sciences (PAAAS, Band 7, 1868).
- On an Improvement in Boole's Calculus of Logic
- On the Natural Classification of Arguments
- On a New List of Categories
- Upon the Logic of Mathematics

Kurz darauf publizierte er im Journal of Speculative Philosophy die zweite Artikelserie
- Nominalism versus Realism
- What is Meant by 'Determined'?
- Questions Concerning Certain Faculties Claimed for Man
- Some Consequences of Four Incapacities
- Grounds of the Validity of the Laws of Logic. Further Consequences of Four Incapacities

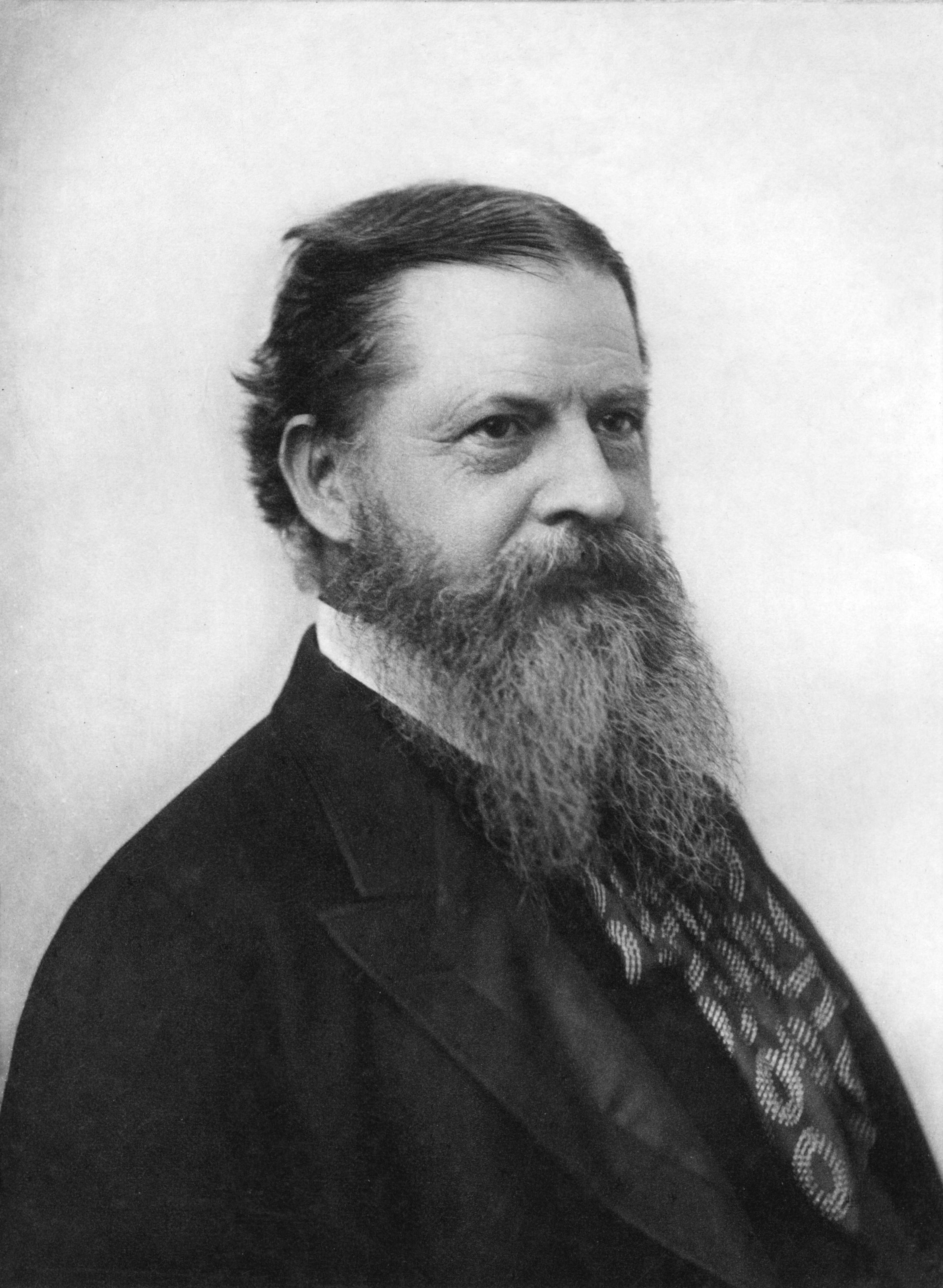
Charles Sanders Peirce,
Foto: Napoleon Sarony, 1891

Ab 1869 schrieb Peirce in unregelmäßigen Abständen eine Vielzahl von Rezensionen und kleineren Beiträgen in The Nation, der Sonntagsausgabe der New York Evening Post. Zum Jahreswechsel 1869/70 hielt Peirce erneut Vorlesungen über die Geschichte der Logik mit Schwerpunkt „British Logicians“ an der Harvard-Universität.
In den 1860er Jahren begleitete Peirce interessiert die astronomischen Forschungen des gleichaltrigen George Mary Searle, der in dieser Zeit ebenfalls für die Coast Survey und am Harvard Observatory tätig war. Von 1869 bis 1872 arbeitete Peirce dann selbst im astronomischen Observatorium von Harvard als Assistent über Fragen der Photometrie zur Bestimmung der Helligkeit von Sternen und der Struktur der Milchstraße. 1870 erschien eine kleine, für Peirce und Logiker aber wichtige Schrift über die Logik der Verwandten (Begriffe), die auch als Vortrag vor der American Academy of Arts and Sciences veröffentlicht wurde unter dem Titel Description of a Notation for the Logic of Relatives, Resulting from the Amplification of Boole's Calculus of Logic (CP 3.45–148). Wichtig für Peirce und auch für William James war ein Zirkel junger Wissenschaftler verschiedener Disziplinen Anfang der 1870er Jahre, der als „metaphysischer Club“ bezeichnet wurde. Hier lernte Peirce die Philosophie von Alexander Bain kennen, von dem er das Prinzip des Zweifels und der Überzeugungen, die das Handeln der Menschen bestimmen, übernahm. Peirce trug seine Grundgedanken zum Pragmatismus vor und stellte sie zur Debatte, woraus später seine wichtige Aufsatzreihe von 1877/78 entstand. Diese Veröffentlichung in Popular Science wird gewöhnlich als die Geburtsstunde des Pragmatismus bezeichnet. Die Aufsatzreihe umfasst die Titel
- The Fixation of Belief (1877)
- How to Make Our Ideas Clear (1878)
- The Doctrine of Chances (1878)
- The Probability of Induction (1878)
- The Order of Nature (1878)
- Deduction, Induction, and Hypothesis (1878)

Zwischen 1871 und 1888 konnte Peirce im Rahmen seiner geodätischen Aufgabenstellung insgesamt fünf jeweils mehrmonatige Forschungsreisen nach Europa unternehmen, wo er eine Reihe prominenter Wissenschaftler traf. In einem Bericht an den Coast Survey legte Peirce 1879 eine neue Methode der Kartenprojektion vor, die er „Quincunx“ oder auch „quincunial projection“ nannte. Diese Art der Projektion wurde (in erweiterter Fassung) noch im Zweiten Weltkrieg von der Coast Survey als besonders geeignet zur Aufzeichnung internationaler Flugrouten vorgeschlagen. 1879 wurde Peirce „half-time lecturer of logic“ an der Johns-Hopkins-Universität in Baltimore, seine einzige akademische Festanstellung. Dort waren unter anderem John Dewey und Josiah Royce seine Hörer. In dieser Zeit kam es zur Veröffentlichung von A Brief Description of the Algebra of Relatives (1882, Privatdruck) und der Herausgabe der Studies in Logic by Members of the Johns Hopkins University (1883).
Peirce hatte außer dieser Anstellung niemals wieder eine feste akademische Stelle. Von seinen Biographen wird als Ursache seine schwierige Persönlichkeit gesehen. Es gibt Vermutungen, dass er manisch-depressiv gewesen sei (Brent). Seine erste Frau verließ ihn 1876 während eines Europaaufenthaltes, von dem sie allein zurückkehrte. Über den Grund haben sich beide nie geäußert. Schon bald darauf ging er ein Verhältnis mit Juliette Froissy (Geburtsname nicht gesichert) ein, mit der er bis zu seiner Scheidung von Fay 1883 unverheiratet zusammenlebte. Schon zwei Tage nach der Scheidung heiratete er Juliette. Vermutlich aufgrund des damit verbundenen Skandals verlor er 1884 seinen Posten an der Johns-Hopkins-Universität.

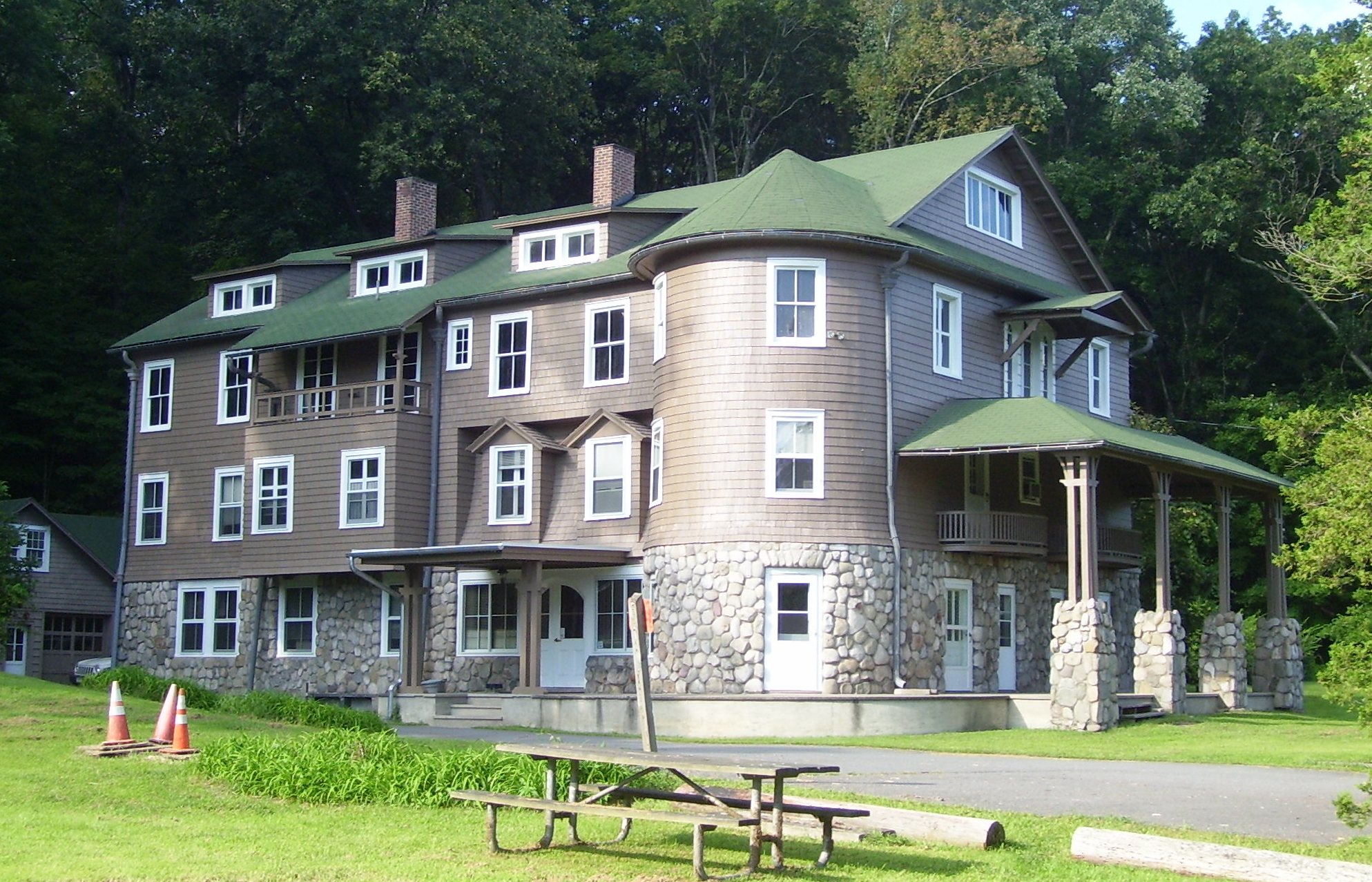
Arisbe – Das Wohnhaus von Peirce ab 1887 im Jahr 2011

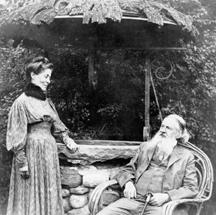
Juliette und Charles Peirce im Jahr 1907

1887 nutzte Peirce die Erbschaft seiner Eltern, um sich eine Farm bei Milford, Pennsylvania, zu kaufen, wo er – mit Ausnahme einiger Reisen, vor allem zu Vorträgen – den Rest seines Lebens verbrachte, unablässig schreibend. Ende der 1880er Jahre leistete Peirce einen wesentlichen Beitrag zu The Century Dictionary and Cyclopedia, einer von James Mark Baldwin herausgegebenen, 450.000 Begriffe und Namen umfassenden Enzyklopädie in den Bereichen Mechanik, Mathematik, Astronomie, Astrologie und Philosophie. Nachdem er einen umfangreichen wissenschaftlichen Bericht über seine Pendelversuche an die US Coast Survey geliefert hatte, dieser aber von dem erst seit kurzem amtierenden Superintendenten Thomas C. Mendenhall abgelehnt worden war, gab Peirce seine Stellung bei dieser Behörde nach über 30 Jahren Ende 1891 auf. Damit hatte er seine gesicherte wirtschaftliche Lebensgrundlage verloren und musste nun sein Geld ausschließlich durch Unterricht, Übersetzungen, Vorträge und Veröffentlichungen verdienen. Eine wesentliche Basis waren Lexikonbeiträge sowie die Rezensionen in der Zeitschrift The Nation, mit deren Herausgeber Wendell Phillips Garrison Peirce freundschaftlich verbunden war. Durch eine weitere Freundschaft mit einem Richter fand er auch ab ca. 1890 Zugang zu Paul Carus, dem Herausgeber der Zeitschrift The Monist, in der er eine Vielzahl von Aufsätzen veröffentlichte. Erst spät baute Peirce seine metaphysischen Gedanken aus, insbesondere den des Kontinuums und die Integration der Evolution in seine Philosophie. Diesen Themenkreis behandelte Peirce in seiner ersten Aufsatzserie in The Monist (1891–1893):
- The Architecture of Theories
- The Doctrine of Necessity Examined
- The Law of Mind
- Man's Glassy Essence
- Evolutionary Love
- Reply to the Necessitarians

Den Schwerpunkt Logik und Methoden logischen Schließens hatte eine Artikelserie aus dem Jahr 1892 in The Open Court, einer ebenfalls von Carus herausgegebenen Zeitschrift:
- Pythagorics
- The Critic of Arguments I. Exact Thinking
- Dmesis
- The Critic of Arguments II. The Reader is Introduced to Relatives

Der formale und mathematische Anspruch dieser Artikelreihe war so hoch, dass zwei weitere Artikel, deren Manuskripte bereits fertiggestellt waren, nicht mehr zur Veröffentlichung kamen:
- The Critic of Arguments III. Synthetical Propositions a priori
- The Critic of Arguments IV.

Peirce Verhältnis zur Religion ergibt sich unter anderem aus drei Artikeln in The Open Court aus dem Jahr 1893, in denen er sich einerseits für eine klare Trennung von Wissenschaft und Religion aussprach, andererseits Verkrustungen und Zersplitterungen der verfassten Kirchen kritisierte. Liebe ist das Prinzip für das Leben und die einzige Grundlage einer Universalreligion. Die Titel der Aufsätze lauten:
- The Marriage of Religion and Science
- Cogito Ergo Sum
- What is Christian Faith

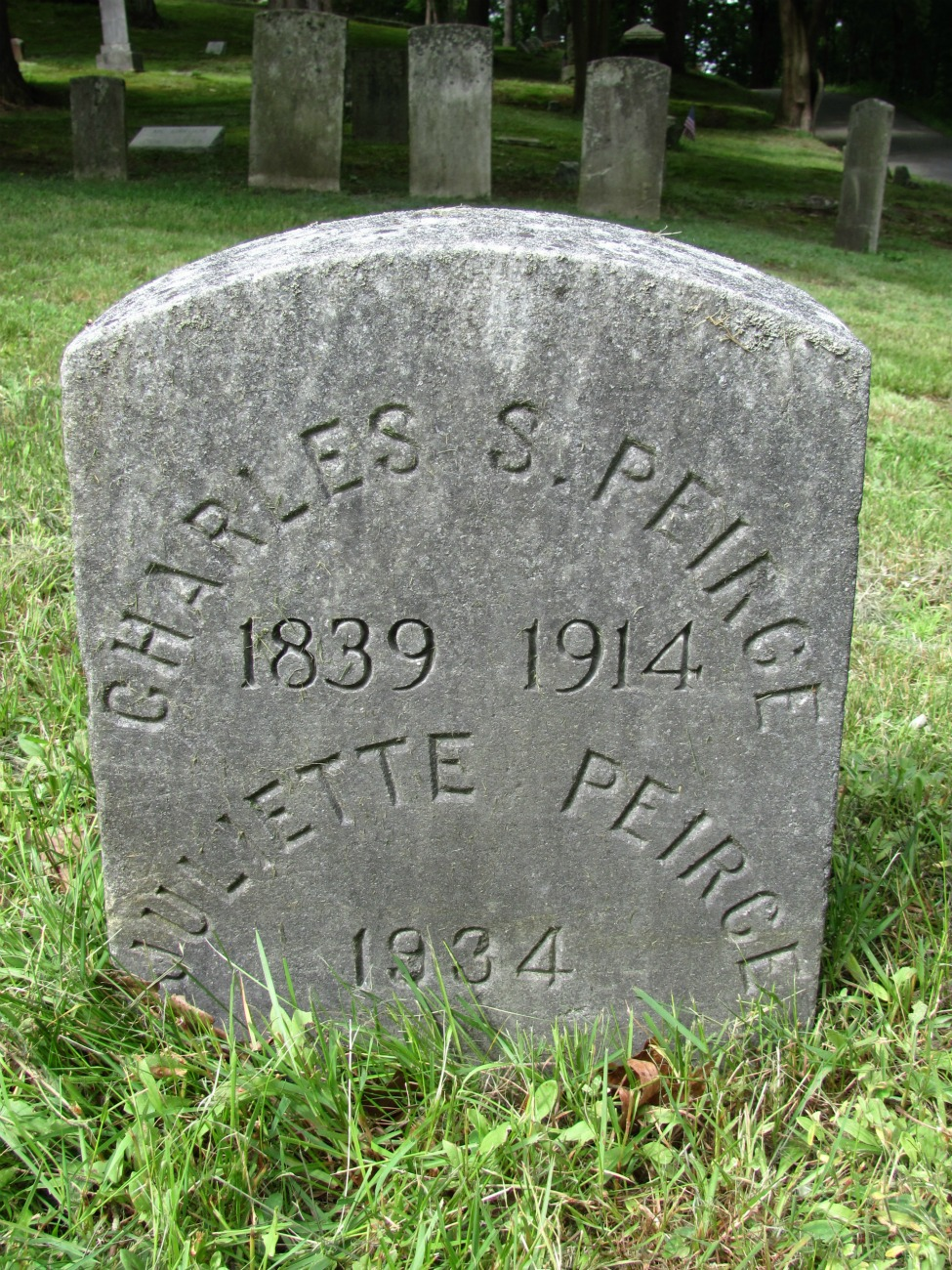
Grab Charles S. und Juliette Peirce

In den Folgejahren begann er eine Reihe von Buchprojekten, die sich jedoch nicht realisieren ließen, obwohl die Manuskripte zum Teil schon weit gediehen waren. Im Winter 1892/93 konnte Peirce am Lowell Institut 12 Vorlesungen über Wissenschaftsgeschichte halten. Im Lauf der Zeit geriet er in immer größere finanzielle Schwierigkeiten, die ihn bis an sein Lebensende begleiteten. Oft genug fehlte das Geld, um auch nur Nahrungsmittel oder Brennmaterial für die Heizung zu beschaffen. Auf Vermittlung von William James, mit dem er seit der Zeit seines Chemiestudiums befreundet war, konnte Peirce im Jahr 1898 eine Vorlesungsreihe in Cambridge mit dem Generalthema Reasoning and the Logic of Things halten. 1903 konnte James nochmals helfen, so dass Peirce die Möglichkeit einer Vorlesungsreihe in Harvard über Pragmatism as a Principle and Method of Right Thinking erhielt. Ebenfalls 1903 konnte Peirce acht Vorlesungen am Lowell Institut über Some Topics of Logic Bearing on Questions Now Vexed halten. Die drei Vorlesungsreihen sind für die Rezeption wichtig, da Peirce sich auf Drängen von James bemüht hatte, seine Vorlesungen nicht zu schwierig zu gestalten, sondern auf ein allgemeines Publikum auszurichten. So hat Peirce in einem relativ reifen Stadium seines Denkens wesentliche Eckpunkte seiner Philosophie in einem geschlossenen Zusammenhang dargestellt, allerdings nicht veröffentlicht. Einen anderen Überblick über das Denken von Peirce gibt eine Bewerbung aus dem Jahr 1902 auf ein Stipendium der Carnegie Institution, in der er in einem umfangreichen Exposé darlegt, wie er seine Philosophie in einem geschlossenen Werk darstellen könnte. Seine Bewerbung wurde jedoch abgelehnt. Ebenfalls in das Jahr 1903 fällt die Rezension des Buches What is Meaning von Victoria Lady Welby. Diese hatte für die Klärung des Begriffs Bedeutung einen semiotischen Ansatz mit drei Graden der Signifikation gefunden. Hieraus entspann sich ein langjähriger Briefwechsel, aus dem sich umfangreiche Darlegungen zur Semiotik ergaben. In den Jahren 1905 bis 1907 distanzierte Peirce sich immer mehr von den anderen Pragmatisten und nannte schließlich seine Philosophie Pragmatizismus. Ab 1906 wurde er von einer Stiftung unterstützt, die James ins Leben gerufen hatte. Peirce blieb ohne Kinder und starb 1914 an Krebs, zwanzig Jahre vor seiner Witwe.

## Schriften
Peirce hat seine Gedanken zur Mathematik, Logik und Philosophie niemals in einer geschlossenen Arbeit publiziert. Während seiner Tätigkeit an der Johns-Hopkins-Universität gab er die Studies in Logic (1883) heraus, die einige Kapitel von ihm selbst sowie weitere seiner Doktoranden enthielten. Sein Ruf ist ursprünglich fast ausschließlich begründet durch Aufsätze in Fachzeitschriften.
Nach seinem Tod erwarb die Harvard-Universität auf Veranlassung von Josiah Royce die Papiere aus seinem Nachlass. Da Royce bereits 1916 verstarb, kam es nicht zur geplanten Aufarbeitung des Materials. Es wurde ein kleiner unvollständiger Katalog verfasst. Die Unterlagen wurden in 83 Kisten verpackt und verschwanden zunächst in den Archiven der Universität. Dass Peirce überhaupt weiter rezipiert wurde, verdankt sich Morris Raphael Cohen, der 1923 einen Sammelband unter dem Titel Chance, Love and Logic mit einigen wichtigen Aufsätzen von Peirce herausgab. Beigefügt ist auch ein Aufsatz von Dewey aus dem Jahr 1916, den dieser im Rückblick auf Peirce verfasst hatte.
Das Vorhaben der Herausgabe der Werke von Peirce wurde erst in den 1930er Jahren in Harvard von Charles Hartshorne und Paul Weiss aufgegriffen. Aus der Fülle des gesamten Materials wurden die meisten Veröffentlichungen sowie umfangreiches unveröffentlichtes Material thematisch zusammengestellt und zwischen 1931 und 1935 in sechs Bänden als Collected Papers publiziert. Die Themen der Bände lauten:
- I. Principles of Philosophy (1931)
- II. Elements of Logic (1932)
- III. Exact Logic (1933)
- IV. The Simplest Mathematics (1933)
- V. Pragmatism and Pragmaticism (1934)
- VI. Scientific Metaphysics (1935)

Zwei weitere Bände wurden mit Förderung der Rockefeller Foundation erst nach dem Zweiten Weltkrieg ergänzt und von Arthur W. Burks herausgegeben:
- VII. Science and Philosophy (1958)
- VIII. Reviews, Correspondence, and Bibliography (1958)

Erst mit der Herausgabe der Collected Papers begann man sich überhaupt mit den Arbeiten von Peirce intensiver auseinanderzusetzen. Durch die systematische Zusammenstellung der Collected Papers ist allerdings der innere Zusammenhang des Werkes teilweise verloren gegangen. So wurden Aufsatzreihen und Vorlesungen teilweise auf die verschiedenen Bände verteilt und Arbeiten aus verschiedenen Entwicklungsphasen nebeneinandergestellt, obwohl bei Peirce eine deutliche Entwicklung des Denkens zu konstatieren ist. Zum Teil wurden sogar zum Zweck der systematischen Darstellung Fragmente verschiedener, zeitlich nicht zusammengehörender Texte zusammengestellt.
Erst nach Veröffentlichung der Collected Papers begann man mit einer systematischen Katalogisierung und Mikroverfilmung. Die Mikroverfilmung war erst 1966 (vorläufig) abgeschlossen. Immer wieder wurden in den Archiven Ergänzungen gefunden, zuletzt 1969, so dass die Mikrofilmdateien und die Kataloge jeweils nachgepflegt werden mussten. Die aktuelle Katalogisierung basiert auf dem Jahr 1971. Erst dann wurde klar, dass Peirce neben den 12.000 Druckseiten seines Werkes ungefähr 1650 unveröffentlichte Manuskripte mit ca. 80.000 handschriftlichen Seiten hinterlassen hatte, von denen der größte Teil auch heute noch nicht veröffentlicht ist. Ein Teil der Unterlagen, der nicht nach Harvard gegangen war, ging verloren, weil er nach dem Tode von Peirce' Frau Juliette verbrannt wurde. Da die Collected Papers unvollständig sind und auch nicht allen wissenschaftlichen Ansprüchen genügen, wurde in den 1970er Jahren im Rahmen des sogenannten Peirce Edition Projects mit einer kritischen, chronologisch organisierten Edition begonnen, in der bis 2004 sechs von geplanten ca. 30 Bänden erschienen sind, die die Zeit bis 1890 abdecken. Eine wesentliche Ergänzung der gedruckten Werke ist die Ausgabe vorwiegend mathematisch-naturwissenschaftlicher Schriften in vier Bänden (fünf Teilbänden) unter dem Titel The New Elements of Mathematics aus dem Jahr 1976 durch Carolyn Eisele. Die Rezensionen und Beiträge für die Zeitschrift The Nation sind in der vierbändigen Ausgabe C.S. Peirce: Contributions to the Nation von Ketner/Cook aus dem Jahr 1975–1979 erfasst. Eine weitere wichtige Quelle ist Semiotic and Significs. The Correspondence between CHARLES S. PEIRCE and VICTORIA LADY WELBY, herausgegeben von Charles S. Hardwick (1977).
Peirce' Schriften umfassen ein weites Feld an Disziplinen: von der Astronomie über Meteorologie, Geodäsie, Mathematik, Logik, Philosophie, Geschichte und Philosophie der Wissenschaften, Sprachwissenschaft, Ökonomie bis zur Psychologie. Sein Werk zu diesen Themen fand nun in jüngerer Zeit erneute Aufmerksamkeit und Zustimmung. Diese Wiederbelebung ist nicht nur angeregt durch die Vorwegnahme aktueller wissenschaftlicher Entwicklungen durch Peirce, sondern vor allem auch dadurch, dass seine triadische Philosophie und Semiotik sowohl in der modernen Logik als auch in vielen Wissenschaftsbereichen von der Linguistik über die Rechts- und Religionswissenschaften bis hin zur Informatik einen Schlüssel zur methodischen Strukturierung des Stoffs für die praktische Arbeit bietet.
Peirce bewies 1881 unabhängig von Ferdinand Georg Frobenius den Satz von Frobenius zur Klassifizierung der endlich-dimensionalen reellen assoziativen Divisionsalgebren.

## Philosophie

### Kategorienlehre
Am 14. Mai 1867 legte der 27-jährige Peirce der American Academy of Arts and Sciences ein Papier mit dem Titel On a New List of Categories vor, das im folgenden Jahr veröffentlicht wurde. Das Papier umriss eine Theorie der Prädikation, die drei universelle Kategorien umfasste, die Peirce als Reaktion auf die Lektüre von Aristoteles, Immanuel Kant und G. W. F. Hegel entwickelt hatte, Kategorien, die Peirce für den Rest seines Lebens in seiner Arbeit anwandte. Als Grundlage aller weiteren Betrachtungen entwickelte Peirce eine Kategorienlehre, die sich nicht wie bei Kant mit den Arten der Erkenntnis, sondern mit Erscheinungsweisen des Seins befasst und die Grundlage seiner Zeichenlehre bildet. Die Kategorien von Peirce können nicht mit Logik beschrieben, sondern nur phänomenologisch untersucht werden. Sie sind in jedem Phänomen enthalten und daher universal. Begrifflich unterschied Peirce rein formal Erstheit, Zweitheit und Drittheit als Formen, in denen alles, was ist, sich widerspiegelt:
- Erstheit ist das Sein von etwas ohne Bezug auf etwas anderes. Es ist das Sein an sich (unabhängig vom Bewusstsein), das als reine Möglichkeit besteht (z. B. Röte als Möglichkeit);
- Zweitheit ist die Bestimmung des hier und jetzt von etwas Seiendem (der Gegensatz zweier noch unreflektierter Gefühle);
- Drittheit ist das Prinzip, das hinter den Dingen steht, die mit der Erscheinung verbundene Gesetzmäßigkeit (z. B. dass eine Tür zu öffnen ist, dass ein Tisch eine Ablagefläche hat, der Algorithmus des Computerprogramms).

In einer kritischen Analyse der Kategorien Kants zeigte Peirce, dass diese auf die Funktion der Modalität zurückführbar sind und eine Entsprechung mit seinen eigenen Kategorien haben, indem man Möglichkeit = Erstheit, Aktualität = Zweitheit und Notwendigkeit = Drittheit setzt. Ähnlich verhält es sich mit den Relationen Qualität (1), Tatsache (2) und Verhalten bzw. Gesetz (3) sowie mit den Begriffen Gegenstand (1), Relation (2) und Repräsentation (3). Die Triade war für Peirce eine grundlegende Perspektive auf alle Phänomene, und er sah sie sogar in der christlichen Dreifaltigkeit bestätigt. Die Kategorien sind zwar gedanklich unterscheidbar, aber sie sind nicht separierbar. Sie sind jeweils alle in jedem Gedanken enthalten und nur in einem langen Prozess der Aneignung mit Klarheit zu erfassen. Dementsprechend gibt es von Peirce immer wieder Texte verschiedener Annäherung an die Kategorien.

### Bewusstsein
Peirce’ Auffassung vom Bewusstsein knüpft eng an die Kategorienlehre an. Er versuchte dabei, die bisherige Unterscheidung des Geistes in der Philosophie (auch bei Kant und Aristoteles) in die drei Teile Gefühl (Lust und Schmerz), Willen (Willenskraft und Verlangen) sowie Wissen (Erkenntnis) auf eine wissenschaftlichere, auch für die Psychologie geeignete Grundlage zu stellen. Das noch unreflektierte Bewusstsein als ein Bündel von Repräsentationen ist Erstheit. Im Bewusstsein sind wiederum die Kategorien identifizierbar. Die Erscheinung von Erstheit im Bewusstsein ist das reine Gefühl oder die Gefühls-Qualität, das Gefühl des unmittelbaren Bewusstseins ohne Bezug auf etwas anderes. Man kann es als die unanalysierte Erscheinung aller Qualitäten in einem Moment beschreiben:
Der nicht-analysierte Gesamteindruck, der durch irgendeine Mannigfaltigkeit hervorgerufen und nicht als aktuales Faktum, sondern einfach als Qualität, als einfache positive Möglichkeit der Erscheinung gedacht wird, ist eine Idee der Erstheit. (S&S 25)
Die Erscheinung der Zweitheit im Bewusstsein, die Peirce „Altersense“ nannte, ist die Konfrontation mit dem Anderen, ist das Bewusstsein des Hier und Jetzt. Zur Zweitheit im Bewusstsein zählen Sinnesempfindungen als lebendige Erfahrungen. Ebenso gehört hierzu der Wille oder Wunsch als Empfindung ohne die Reflexion auf das Gewünschte. Die Zweitheit ist die Erfahrung der Dualität. Ebenso wie die Erstheit wird hier noch vom Denken abstrahiert. Weder das reine Gefühl auf der Ebene der Erstheit noch die Empfindung des Gegenübers, des Anderen auf der Ebene der Zweitheit lassen sich konkret in Begriffe fassen. Sobald dies geschieht, bewegt man sich in der Ebene der Drittheit, die die Ebene der Gedanken ist. Zweitheit kann vorwiegend aktiv sein, dann dominiert die Empfindung des Willens. Ist sie hingegen vorwiegend passiv, dann dominieren die Sinnesempfindungen.
Die Erscheinung der Drittheit im Bewusstsein bezeichnete Peirce als „Medisense“, in der die Beziehung zu einem Objekt repräsentiert wird. Hierzu zählen das Denken, das Lernen, das Gewahrsein von etwas Drittem. Dieser Modus des Gewahrseins führt bei genügender Wiederholung zu Verhaltensgewohnheiten.
Es gibt keine anderen Formen des Bewusstseins als die drei, die erwähnt worden sind, Gefühl, Altersense und Medisense. Sie bilden eine Art System. Gefühl ist der momentan gegenwärtige Inhalt des Bewusstseins in seiner ursprünglichen Einfachheit, unabhängig von irgendetwas anderem. Es ist Bewusstsein in seinem ersten Stadium und könnte „Primisense“ genannt werden. „Altersense“ ist das Bewusstsein von einem unmittelbar anwesendem Anderen oder zweiten, das uns widersteht. „Medisense“ ist das Bewusstsein einer Drittheit oder eines Mediums zwischen Primisense und Altersense und führt vom ersteren zum letzteren. Es ist das Bewusstsein von einem Prozess, bei dem etwas vor den Geist gebracht wird. Gefühl oder Primisense ist das Bewusstsein von Erstheit; Altersense ist das Bewusstsein der Andersheit oder Zweitheit; Medisense ist das Bewusstsein von Mitteln oder Drittheit. Vom „Primisense“ gibt es nur eine Art. „Altersense“ hat zwei Arten, Sinnesempfindung und Willen. „Medisense“ hat drei Arten, „Abstraktion“, „Suggestion“ und „Assoziation“ (CP 7.551).
Die so beschriebene psychologische Struktur des Bewusstseins verband Peirce mit einer physiologischen Sicht, in der die psychischen Prozesse jeweils physische Entsprechungen im Gehirn haben. Er vertrat eine monistische Position:
Auf diese Weise werden die drei Bewusstseinsarten – einfaches Bewusstsein, duales Bewusstsein und synthetisierendes Bewusstsein – durch die drei Hauptfunktionen des Nervensystems erklärt, durch seine einfache Reizbarkeit, die Übertragung von Energie und die synthetisierende Handhabung der Nerven, insbesondere die Verhaltensgewohnheit. (MS 909, 55).
Selbstbewusstsein entsteht dadurch, dass die Repräsentationen als Zeichen im Bewusstsein sich selbst zum Gegenstand werden. Diese Reflexion ist für Peirce überwiegend dem Bereich des Altersense (der Zweitheit) zuzuordnen, da das Selbstbewusstsein so etwas wie das Wahrnehmen des Selbst ist. (CP 5.225, 5.266) Im Selbstbewusstsein treten sich die Empfindung des Ego, das wir kontrollieren können, und des unkontrollierbaren Non-Ego gegenüber.
Aus der allgemeinen Masse des Bewusstseins, das noch frei von jeder deutlichen Bestimmung ist, löst sich plötzlich eine etwas bestimmtere Idee – das „Objekt“ oder das „Nicht-Ich“ – wie ein Kristall aus einer Lösung und „wächst“ wie ein „Kristall“, während der Rest des Bewusstseins – die Mutterlösung sozusagen –, das „Ich“, sich scheinbar, wie es gewesen ist, seiner neuen Geburt als „seine“ eigene rühmt, blind gegenüber der noch unterentwickelten Anregung, die als Nukleus vorhanden gewesen sein muss. (MS 681, 12/13).
Die Drittheit im Bewusstsein führt zu einer erneuten Reflexion, nun auf das Selbstbewusstsein. Hieraus entsteht die Selbstkontrolle, die Selbstüberprüfung und Selbstkorrektur beinhaltet. Peirce begründete mit der Vorstellung der Selbstkontrolle die Fähigkeit, sich zu entscheiden und damit die eigenen Verhaltensgewohnheiten zu beeinflussen. Eine unmittelbar kausale Wirkung aus der Selbstkontrolle sah er nicht. Die kognitive Fähigkeit der Selbstkontrolle hat aber Einfluss auf Einstellungen, die für künftiges Handeln maßgeblich sind. Durch den Vergleich mit Standards ist Selbstkontrolle zugleich Grundlage von moralischen Einstellungen und ethischem Verhalten.
Der Einfluss der Selbstkontrolle ist sicherlich kein Einfluss auf Handlungen ganz am Anfang des Vorgangs der Selbstkontrolle. Sie besteht (um nur die führenden Merkmale zu nennen) zuerst im Vergleich vergangener Handlungen mit Standards, zum Zweiten in vernünftiger Überlegung über künftige Handlungsabsichten, was in sich ein hochkomplizierter Vorgang ist, zum Dritten in der Bildung eines Entschlusses, viertens auf der Grundlage des Entschlusses in einer Entwicklung einer starken Festlegung oder Veränderung einer Gewohnheit. (CP 8.320)

### Wahrnehmung
Wir haben kein Vermögen, ohne Zeichen zu denken. (CP 5.265). Diese Grundannahme der gesamten Philosophie von Peirce ist so auch Ausgangspunkt für seine Theorie der Wahrnehmung.
Wahrnehmung findet durch eine Umwandlung von Sinneseindrücken statt und ist deshalb niemals unmittelbar. Klassisches Beispiel dafür, dass Wahrnehmungen falsch gedeutet werden können, sind die Sinnestäuschungen. Peirce verwendet das Beispiel des blinden Flecks auf der Netzhaut. Trotz dieser Eigenschaft erscheinen Gegenstände als vollständige Bilder.
Peirce unterscheidet das Wahrgenommene (Perzept) und das Wahrnehmungsurteil.
Mit einem Wahrnehmungsurteil meine ich ein Urteil, das in der Aussageform behauptet, welche Beschaffenheit eines Perzepts dem Geist unmittelbar gegenwärtig ist. (CP 5.54)
Dabei muss ein Wahrnehmungsurteil nicht in Form von Sprache erfolgen, sondern kann z. B. auch diagrammatisch sein (z. B. die Vorstellung eines Dreiecks).

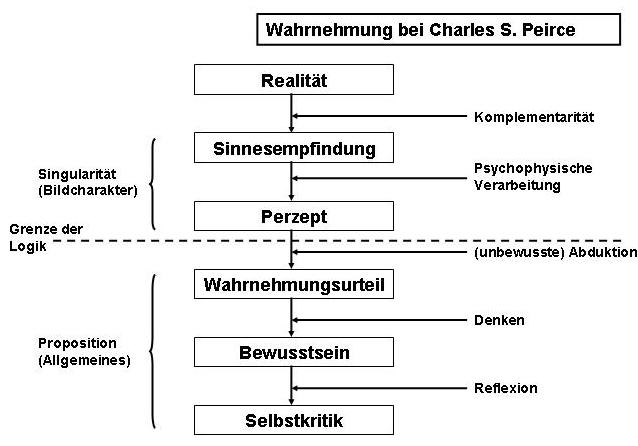
Theorie der Wahrnehmung bei Peirce

Das Wahrgenommene ist das Zeichen, das zwischen dem Objekt und dem Wahrnehmungsurteil steht. Der Zugang zu den Objekten erfolgt immer durch die Abbildung des Perzeptes als Zeichen. Das Zeichen hat die Form eines sinnlichen Eindrucks, also eines Bildes, eines Klangs etc.
Ein Zeichen oder Repräsentamen ist alles, was in einer solchen Beziehung zu einem Zweiten steht, das sein Objekt genannt wird, dass es fähig ist ein Drittes, das sein Interpretant genannt wird, dahingehend zu bestimmen, in derselben triadischen Relation zu jener Relation auf das Objekt zu stehen, in der es selbst steht. (MS 478).
Das Perzept wird als etwas interpretiert. Ein Ton kann eine Stimme sein, das Klingeln eines Telefons oder der Klang eines Radios.
Das Perzept als Zeichen ist ein so genanntes indexikalisches Zeichen (vgl. unten), das heißt, es ist bestimmt zu seiner Relation zum Objekt, wie z. B. der Rauch zum Feuer. Das Wahrnehmungsurteil selbst, also der Rauch als Begriff, ist der Interpretant der Wahrnehmung (des Perzepts). Die Form des Schlusses bei einem Wahrnehmungsurteil nannte Peirce Abduktion: Abduktion ist der Vorgang, in dem eine erklärende Hypothese gebildet wird. (CP 5.171). Indem wir eine Wahrnehmung haben, nehmen wir an, dass es sich um einen bestimmten Gegenstand handelt. Die Form der Folgerung ist dann folgende: Die überraschende Tatsache C wird beobachtet; aber wenn A wahr wäre, würde C eine Selbstverständlichkeit sein; folglich besteht Grund zur Vermutung, dass A wahr ist. (CP 5.189). Wenn man einen grauen Schleier in der Luft sieht, kann es sich um Nebel handeln, aber auch um Rauch. Indem man diesen grauen Schleier sieht und schließt, dass es sich um Rauch handelt (z. B. aufgrund der Form oder weil rund herum die Sonne scheint), fällt man ein Wahrnehmungsurteil. Wahrnehmungsurteile sind eine extreme Form der Abduktion, weil sie in aller Regel unbewusst und weitgehend unkontrolliert ablaufen und weil man sie aufgrund der immer aktiven Sinne nicht verneinen kann.
Je öfter sich wiederholende Wahrnehmungsurteile bestätigen, umso mehr werden sie als wahr verinnerlicht und dann zu Denk- und Verhaltensgewohnheiten.

### Semiotik

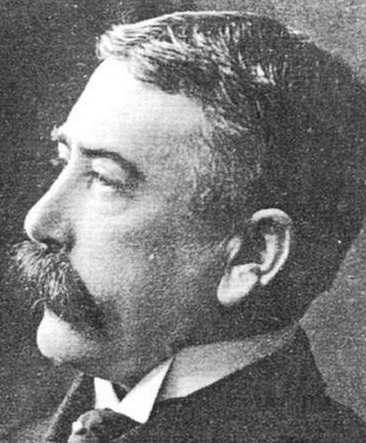
Ferdinand de Saussure gilt zusammen mit Peirce als Begründer der Semiotik

Neben Ferdinand de Saussure ist Peirce einer der Begründer der Semiotik, wobei sein bevorzugter Begriff hierfür „semeiotic“ lautete, während Saussure seinen eigenen Ansatz als „sémiologie“ (Semiologie) bezeichnete. Im Gegensatz zu Saussures Zeichenbegriff, der sich ausschließlich und formal auf Sprache bezieht, sodass hieraus wesentliche Impulse für die Linguistik entstanden, ist Peirce’ Zeichenbegriff ganzheitlich: Er enthält neben der Repräsentationsfunktion ebenso eine Erkenntnisfunktion der Zeichen. Gleichfalls darf man die Semiotik von Peirce nicht mit der Unterteilung von Charles W. Morris (Syntax, Semantik und Pragmatik) vermischen (obwohl sich Morris auf Peirce bezieht).
Peirce definierte semiosis (siehe auch Semiose) als
… Einen Vorgang oder einen Einfluss, der das Zusammenwirken von drei Gegenständen, nämlich dem Zeichen, seinem Objekt und seinem Interpretanten, ist bzw. beinhaltet; ein dreifacher Einfluss, der in keinem Fall in paarweise Vorgänge aufgelöst werden kann.
Peirce unterteilte Semiotik in spekulative Grammatik, logische Kritik und spekulative Rhetorik. Das Wort „spekulativ“ war dabei für ihn gleichbedeutend mit „theoretisch“.
- In der spekulativen Grammatik erfolgt die Untersuchung der möglichen Arten von Zeichen und ihrer Kombinationsmöglichkeiten.
- Logische Kritik hat die Frage richtiger Begründung zum Gegenstand.
- Spekulative Rhetorik ist die Untersuchung über die effektive Anwendung von Zeichen (die Frage der Wirtschaftlichkeit der Forschung).

In der spekulativen Grammatik arbeitete Peirce ein System möglicher Zeichenrelationen aus, in denen die Welt sich dem Menschen vermittelt. Ausgehend von der Triade Objekt – Zeichen – Interpretant unterschied er dabei drei Trichotomien:
| Zeicheneigenschaft       | Objekt-Beziehung     | Interpretanten-Beziehung |
| ------------------------ | -------------------- | ------------------------ |
| Quali-Zeichen (sinnlich) | Ikone (Ähnlichkeit)  | Rhema (Term)             |
| Sin-Zeichen (Existenz)   | Indizes (Hinweis)    | Dicent (Proposition)     |
| Legi-Zeichen (Typus)     | Symbole (Konvention) | Argument                 |

Die Zeicheneigenschaft
Ein Quali-Zeichen ist eine Qualität, die als Zeichen wirkt, z. B. die Stille eines Raumes. Quali-Zeichen sind immer Ausdruck von Erstheit. Sin-Zeichen sind Gegenstände oder Sachverhalte, die existieren, ohne dass sie schon mit einem Begriff oder einer Bedeutung belegt sind. Legi-Zeichen sind Regeln, die als Zeichen wirken. So bedeutet die Zahl Sechs die Idee einer Anzahl von sechs Gegenständen, z. B. Gläsern oder Stühlen. Ob man nun das deutsche Wort „sechs“, die Ziffer ‚6‘ oder das englische Wort „six“ verwendet, sie alle verkörpern die Idee der Zahl Sechs. Jedes tatsächliche Exemplar eines Legi-Zeichens (z. B. das gedruckte Wort „Sechs“) stellt – als konkreter Gegenstand in der Welt – zugleich ein Sin-Zeichen dar.
Die Objekt-Beziehung
Ikone sind Zeichen, die durch eine strukturelle Ähnlichkeit unmittelbar eine Relation zu einem Objekt herstellen. Hierzu zählen Bilder, Piktogramme oder Graphiken. Ein Ikon ist grundsätzlich erstheitlich. Der Index ist insofern ein zweitheitliches Zeichen, als er ohne Beschreibung auf ein Objekt hinweist, also eine dyadische Beziehung zwischen Zeichen und Objekt besteht – das Klingeln verweist darauf, dass jemand vor der Tür steht. Symbole haben hingegen eine Bedeutung. Sie sind nur Zeichen, weil ein Interpret versteht, wofür das Zeichen benutzt wird. Dass ein Tisch mit dem Wort „Tisch“ bezeichnet wird, beruht auf einer Konvention. Verstanden wird das Wort „Tisch“, weil seine Bedeutung zur Gewohnheit geworden ist. Helmut Pape hat in „Erfahrung & Wirklichkeit“ Peirce Semiotik als eine Phänomenologie und Ontologie der Beziehungen zwischen Menschen und zu ihrer Lebenswelt entwickelt, und damit die Rolle der zwischenmenschlichen Beziehung im Zeichengebrauch genauer untersucht.
Die Interpretanten-Beziehung
Rhema ist ein Begriff, mit dem ein Gegenstand bezeichnet wird. Es kann auch ein Diagramm oder ein Ton sein. In einer Aussage (Dicent) wird zumindest eine zweistellige Relation hergestellt, also die Eigenschaft eines Gegenstandes oder ein Sachverhalt beschrieben. Das Argument drückt eine gesetzmäßige Beziehung zwischen Aussagen aus, z. B. in Form von Naturgesetzen.
Der Interpretant als die eigentliche bedeutungstragende Wirkung eines Zeichens muss nun wieder differenziert werden nach seinem emotionalen, energetischen und logischen Gehalt oder nach seiner unmittelbaren, dynamischen und finalen Wirkung. Er ist unmittelbar, wenn er nur eine Gefühlsqualität ist, z. B. das Empfinden der Stille (Erstheit). Er ist dynamisch, wenn er eine effektive Wirkung auslöst (ein Gefühl oder eine Handlung). Ein Interpretant ist final, wenn er mit einer beabsichtigten Wirkung verbunden ist, z. B. einer Veränderung einer Gewohnheit.

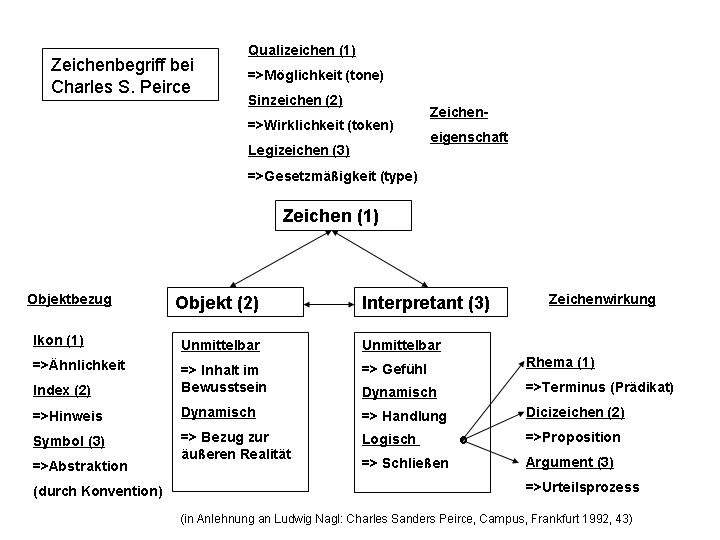
Die Dimensionen des Zeichenbegriffs

Die eigentliche semiotische Bestimmung eines Zeichens entsteht aus den logisch möglichen Kombinationen der Zeicheneigenschaft mit der Objekt- und der Interpretanten-Beziehung (Quali-Zeichen sind weder als Index noch als Symbol denkbar; Argumente können entsprechend kein Index oder Ikon sein). Bei der Bestimmung von Zeichenrelationen besteht das grundsätzliche Problem, dass einerseits Objekte durch mehrere, auch ihrer Art nach höchst unterschiedliche Zeichen repräsentiert werden können. Andererseits können die jeweiligen Zeichen situationsabhängig verschieden interpretiert werden. Zeichenbeziehungen sind daher immer perspektivisch. Wir wissen immer, dass das Objekt, wie wir es in der Kommunikation oder in der Wahrnehmung erfassen (das unmittelbare Objekt), durch Zeichen vermittelt ist. Als Folge wissen wir auch stets, dass wir uns über die Vermittlung täuschen können und demgemäß unsere Interpretation über das eigentliche Objekt (das dynamische Objekt) gegebenenfalls anpassen müssen.
Im Laufe der Zeit entwickelte Peirce seine Auffassung fort und kam aufgrund der Komplexität der möglichen Vermittlungsweisen von Zeichen zwischen Subjekt und Objekt schließlich zu einem System aus 59.049 (3 hoch 10) möglichen Elementen und Relationen. Ein Grund für diese hohe Anzahl liegt darin, dass er bei jedem Interpretanten die Möglichkeit, selbst Zeichen zu sein, zuließ, wodurch jeweils eine neue kennzeichnende Relation entsteht.
Wie bei anderen Themen schrieb Peirce niemals eine genaue Bestimmung seiner Semiotik. Vielmehr befasste er sich mit dem Thema immer wieder während seines Lebens, wobei er oft seine Auffassung über die Definition von Schlüsselbegriffen veränderte. Bei Liszka (1996) findet sich ein verdienstvoller Versuch einer kohärenten Darlegung. Gerhard Schönrich verweist darauf, dass man Parallelen zu Kant in der Theorie der des Bewusstseins ziehen kann, wenn man die kantischen Begriffe in die von Peirce übersetzt, so etwa die Synthesis bei Kant als Semiose, den Gegenstand als Zeichenobjekt, Begriff oder Regel (im Schematismus) als Interpretant und Vorstellung als Zeichen(mittel).

### Erkenntnistheorie
In seiner Erkenntnistheorie brach Peirce mit der Vorstellung, dass das Subjekt der Maßstab für Erkenntnis ist, wie es seit Descartes und bis hin zu Kant gegolten hatte.
Einstweilen wissen wir, dass der Mensch keine Ganzheit ist und dass er wesentlich ein mögliches Mitglied der Gesellschaft ist. Insbesondere ist die Erfahrung eines Menschen, solange sie alleine steht, nichts. Wenn er etwas sieht, was andere nicht sehen können, nennen wir es Halluzination. Es ist nicht „meine“ Erfahrung, sondern „unsere“ Erfahrung, an die zu denken ist; und dieses „wir“ hat unbegrenzte Möglichkeiten. (CP 5.402)
Der zweite grundlegende Aspekt in Peirce’ Erkenntnistheorie ist die evolutionstheoretische Vorstellung, wie er sie in seiner Metaphysik entwickelte (vgl. unten). Der Mensch und sein Denken ist Bestandteil eines Entwicklungsprozesses. Zweck des Denkens ist eine Orientierung in der Welt, indem Zweifel untersucht und durch Forschen feste Überzeugungen gewonnen werden, die geeignet sind, als Grundlage des Handelns zu dienen. Hierin liegt die Vermittlung von Theorie und Praxis.
Das dritte Element der Peirce’schen Erkenntnistheorie ist das Denken in Zeichen.
Wenn wir das Licht äußerer Tatsachen aufsuchen, so sind die einzigen Fälle von Denken, die wir finden können, die vom Denken in Zeichen. Offensichtlich kann kein anderes Denken von äußeren Tatsachen bezeugt werden. Das einzige Denken, das möglicherweise erkannt wird, ist Denken in Zeichen. Aber Denken, das nicht erkannt werden kann, existiert nicht. Alles Denken muss daher Denken in Zeichen sein. (CP 5.251)
Denken findet aber nicht in einzelnen, isolierbaren Zeichen statt, sondern als ein Strom von Gedanken im Bewusstsein, als ein kontinuierlicher Prozess.
Es gibt in meinem Bewusstseinszustand zu keinem Zeitpunkt eine Erkenntnis oder eine Darstellung, aber es gibt sie in der Relation meiner Bewusstseinszustände zu verschiedenen Zeitpunkten. Kurzum, das Unmittelbare (und das daher an sich nicht zu Vermittelnde – das Nichtanalysierbare, das Unerklärbare, das Nicht-Intellektuelle) fließt in kontinuierlichem Strom durch unser Leben; es ist die Gesamtheit unseres Bewusstseins, dessen Vermittlung, die seine Kontinuität ist, durch eine reale wirksame Kraft zustande gebracht, die hinter dem Bewusstsein steht. (EP 1, 42 nach Pape, Einführung, 70).
Diese Ebene der Empfindungen im Bewusstseinsstrom ist die Erstheitlichkeit des Denkens.
Der Prozess der Wahrnehmung (siehe oben) führt die Ebene der Zweitheit in den Erkenntnisprozess ein. Die Bedeutung von Zeichen (Ebene der Drittheit) ergibt sich aber nicht allein aus den Sinnesdaten.
Bedeutet Elektrizität heute nicht mehr als in den Tagen Franklins? Der Mensch macht das Wort, und das Wort bedeutet nichts, was der Mensch es nicht bedeuten lässt, und das nur für irgendeinen Menschen. Aber da der Mensch nur mit Hilfe von Wörtern oder anderen Symbolen denken kann, könnten diese umgekehrt sagen: „Du meinst nichts, was wir dich nicht gelehrt haben, und also nur insoweit etwas, wie du dich an irgendein Wort als Interpretanten deines Gedankens wendest.“ In der Tat erziehen sich daher Menschen und Wörter wechselweise, jedes Anwachsen der Information eines Menschen impliziert und wird impliziert durch ein entsprechendes Anwachsen der Information eines Wortes. (CP 5.313)
Peirce formulierte seine Überlegungen als Pragmatische Maxime:
Überlege, welche Wirkungen, die denkbarerweise praktische Relevanz haben können, wir dem Gegenstand unseres Begriffs in unserer Vorstellung zuschreiben. Dann ist unser Begriff dieser Wirkungen das Ganze unseres Begriffs des Gegenstandes. (CP 5.402)
Die Bedeutung eines Gedankens liegt also darin, welche Verhaltensweise er erzeugt. Verhaltensweise ist dabei nicht als tatsächlicher Handlungsablauf zu verstehen, sondern als Disposition zu einer möglichen Handlung. Die Elemente eines jeden Begriffs treten durch die Pforte der Wahrnehmung in das logische Denken ein und verlassen es durch die Pforte des zweckbestimmten Handelns; und was immer seinen Ausweis an diesen beiden Pforten nicht vorweisen kann, muss, als durch die Vernunft nicht genehmigt, eingesperrt werden. (CP 5.212)
Mit diesem Konzept wich Peirce von der klassischen Fragestellung der Erkenntnistheorie ab, für die das Ziel der Erkenntnissuche die Wahrheit ist. Doch der klassische Begriff der Wahrheit als Korrespondenz von Gedanken und Tatsachen (Realität) war für Peirce nicht fassbar, weil er auf dem noch unschärferen Begriff der Realität beruht. Peirce definierte stattdessen Wahrheit pragmatistisch:
Die Meinung, die vom Schicksal dazu bestimmt ist, dass ihr letztlich jeder Forschende zustimmt, ist das, was wir unter Wahrheit verstehen, und der Gegenstand, der durch diese Meinung repräsentiert wird, ist das Reale. (CP 5.407)
In dieser Definition steckt die Vorstellung, dass am Ende aller Tage es möglich sein wird, die Realität vollständig zu erkennen. Dieser Zustand ist aber nur ein Grenzwert, an den die Menschheit sich als Ganzes in einem Prozess des Erkenntnisfortschritts annähert. Wahrheit ist dabei objektiv, insofern sie intersubjektiv ist, d. h. nicht mit einzelnen, individuellen Vorstellungen, sondern in der Kommunikation aller (Forscher) bestimmt wird. Bis zu diesem Zeitpunkt, der in der Lebenspraxis des Menschen nicht erreicht werden kann, besteht aber immer und zu jeder Zeit die Möglichkeit, dass die bisher gewonnenen Überzeugungen falsch sein können und revidiert werden müssen. Peirce nannte diese Grundannahme Fallibilismus, die später dann von Popper neu aufgegriffen wurde. Peirce hat auch nicht ausgeschlossen, dass schon gegenwärtige Überzeugungen in vollem Umfang der Realität entsprechen. Je besser solche Hypothesen überprüft sind und sich bewährt haben, umso größer ist die Wahrscheinlichkeit hierfür. Nur sicher sein kann man sich hierüber nicht.

### Abduktion
Hauptartikel: Abduktion
Erkenntniserweiterung erfolgt nach Peirce ausschließlich durch Abduktion. Sie tritt auf in der Wahrnehmung sowie im schließenden Interpretieren vorhandenen Wissens. Der Mensch gewinnt in der Wahrnehmung bestimmte Überzeugungen, die sich in Gewohnheiten umsetzen, die seine Handlungen und Unterlassungen bestimmen. Entstehen durch die Wahrnehmung unerklärbare Sachverhalte, die keiner Gewohnheit entsprechen, gerät der Mensch in Zweifel und sucht nach einer neuen Orientierung. Er stellt über die zweifelhaften Phänomene Hypothesen auf und überprüft diese solange, bis er hierüber eine neue feste Überzeugung gewinnt (doubt-belief-Schema).
Die rationale Umsetzung dieses Schemas der Gewinnung von Überzeugungen erfolgte für Peirce im logischen Denken. Je nach Stadium des doubt-belief-Schemas ist die Schlussweise unterschiedlich. Liegen zunächst ein oder wenige Tatbestände vor, erfolgt das Aufstellen der Hypothese, das Peirce „Retroduktion“ oder „Abduktion“ nannte. Liegen genügend Informationen zur Hypothese vor, kann diese als Gesetzmäßigkeit formuliert werden. Die entsprechende Schlussweise ist die Induktion. Die Deduktion schließlich ist die Anwendung der Gesetzmäßigkeit, die allein analytisch ist, also einer strengen Wahrheit unterliegt. Abduktion beruht im Prinzip auf einer instinktiven Grundfähigkeit des Menschen zur Kreativität. Induktion ist durch Erfahrung bestimmt und nur Deduktion ist streng logisch. Zur Verdeutlichung hat Peirce die verschiedenen Schlussweisen, die er als einen ineinander greifenden Interpretationsprozess ansah, im Schema des Syllogismus dargestellt:
| Ergebnis                                                                     | Diese Bohnen sind weiß.                |
| Regel                                                                        | Alle Bohnen aus diesem Sack sind weiß. |
| Fall                                                                         | Diese Bohnen sind aus diesem Sack.     |
| hypothetischer Schluss vom Einzelnen und einer Regel auf eine Regelmäßigkeit |                                        |

| Regel                                    | Alle Bohnen aus diesem Sack sind weiß. |
| Fall                                     | Diese Bohnen sind aus diesem Sack.     |
| Ergebnis                                 | Diese Bohnen sind weiß.                |
| Schluss vom Allgemeinen auf das Einzelne |                                        |

| Fall                                                         | Diese Bohnen sind aus diesem Sack.     |
| Ergebnis                                                     | Diese Bohnen sind weiß.                |
| Regel                                                        | Alle Bohnen aus diesem Sack sind weiß. |
| Schluss von einer üblichen Regelmäßigkeit auf das Allgemeine |                                        |

Während in der Deduktion von der Regel über den Fall auf das Ergebnis geschlossen wird, sind die Resultate der Schlussfolgerungen der Abduktion und der Induktion nicht notwendig. Sie haben ihre Berechtigung nur als hypothetisch-pragmatische Verfahren im Rahmen des Prozesses zur Absicherung einer Überzeugung und unterliegen den Gesetzen der Wahrscheinlichkeit, wobei der Abduktion aufgrund des spontanen Charakters zumeist eine erheblich geringere Wahrscheinlichkeit zukommt.

### Logik
Peirce untersuchte in seiner Logik das natürliche Schließen aus Hypothesen und entwickelte hierzu eine eigenständige Logik der Relationen, die er „Logik der Relative“ nannte. Ihm gelangen grundlegende Entdeckungen in der formalen Logik:
Er zeigte, dass die Boolesche Algebra durch eine einfache binäre Operation ausgedrückt werden kann als NAND oder dual als NOR (siehe auch DeMorgan’s Gesetz). Weiterhin ergänzte er die Boolesche Algebra um Multiplikation und Exponentiation (Allquantor) und versuchte sie in die allgemeine Algebra zu integrieren.
Ein wenig später, aber unabhängig von Freges Begriffsschrift, entwickelte er gemeinsam mit seinem Studenten O.H. Mitchell die vollständige Syntax für eine Quantorenlogik, die sich nur in wenigen Zeichen von der späteren Russell-Whitehead-Syntax (1910) unterschied. Ernst Schröder, Leopold Löwenheim von der polnischen Schule und der junge Kurt Gödel verwendeten Peirce' Notation.
Die Unterscheidung zwischen der Quantifizierung erster und zweiter Ebene war der erste Entwurf einer einfachen axiomatischen Satz-Theorie. Die von Peirce konzipierte Theorie reflexiver und transitiver Relationen wurde von Ernst Schröder in dessen Algebra der Logik weiterentwickelt.
Zur Anwendung der algebraischen Zeichen in der Logik führte Peirce die logischen Terme absolute Relative (monadisch = singuläres Objekt), einfache Relative (dyadisch = Anderssein) und konjugative Relative (triadisch = Drittheit) ein. Alle mehrstelligen Relationen sind auf triadische Relationen zurückführbar. Diese Reduktionsthese von Peirce, die ihm für den Nachweis seiner Kategorien wichtig war, konnte mittlerweile bewiesen werden. Insbesondere konnte gezeigt werden, dass die triadische Reduktion von Peirce nicht im Widerspruch zur dualistischen Reduktion von Quine steht.
Er erfand die existentiellen Graphen (engl. existential graphs), eine graphische Schreibweise für die Aussagenlogik (Alphagraphen), Prädikatenlogik erster Stufe (Betagraphen) und für die Prädikatenlogik höherer Stufe sowie für Modallogik (Gammagraphen). Zusammen mit den Schlussregeln, die er dazu formulierte, bilden die existenziellen Graphen einen Aussagen- bzw. Prädikatenkalkül. Die Graphen sind die Grundlage für die Begriffsgraphen von John F. Sowa und für die diagrammatische Begründung bei Sun Joo-Shin.
In einem Brief an seinen früheren Studenten Allan Marquand von 1886, der erst nach 1950 entdeckt wurde, zeigte er bereits die Anwendungsmöglichkeit der Booleschen Logik auf elektrische Schaltungen, mehr als 50 Jahre vor Claude Shannon. Einer solchen Schaltung, die er auch in zwei verschiedenen Graphiken skizzierte, schrieb er folgende Eigenschaften zu: 1. Entwicklung von Ausdrücken (a, b, c etc.) aus Zeichenketten und Syntaxregeln, 2. Vereinfachung der Ausdrücke, 3. Multiplikation mit Polynomen, 4. Addition. (NEM IV, 632) Eine Verknüpfung der Existential Graphs ist mit einer solchen mechanischen Lösung möglich.
Bemerkenswert ist auch seine Ausarbeitung zu den verschiedenen Zahlensystemen und sein Verweis darauf, dass das Binärsystem besonders geeignet für die maschinelle Verarbeitung sei.

### Wissenschaftsauffassung
Auch wenn Peirce kein explizites System entwickelte, so kann er doch als systematischer Philosoph im traditionellen Sinne betrachtet werden. Sein Werk befasst sich mit den wissenschaftlichen und logischen Fragen nach Wahrheit und Wissen, die er mit seiner Erfahrung als Logiker und experimenteller Wissenschaftler verband. Peirce war der Überzeugung, dass Wahrheit etwas Vorläufiges ist und bei jeder Aussage ein Faktor an Unsicherheit mit enthalten ist. Für Peirce war der Fallibilismus ein Gegenpol gegen den Skeptizismus, der für seine Philosophie keine geringere Bedeutung hatte als der Pragmatismus, den er wiederum als Gegenpol gegen den Positivismus sah.
Peirce leistete wesentliche Beiträge zur deduktiven Logik, war aber vor allem interessiert an der Logik der Wissenschaft und vor allem an der Abduktion, die sich nicht nur im Bereich der wissenschaftlichen Forschung, sondern in allen praktischen Lebensbereichen findet. Sein Pragmatismus kann auch verstanden werden als eine Methode zur Klärung begrifflicher Verwirrung durch die Verknüpfung der Bedeutung von Begriffen mit ihren praktischen Konsequenzen.
Peirce' Pragmatismus hat allerdings nichts zu tun mit dem allgemein üblichen Begriff des pragmatischen Handelns, der oftmals irreführend Rücksichtslosigkeit, Übervorteilung und Vorteilsnahme zumindest indirekt impliziert. Stattdessen suchte Peirce eine objektive, verifizierbare Methode, um die Wahrheit von Wissen zu überprüfen, und zwar in Konkurrenz zu den klassischen Ansätzen von
- Deduktion aus einer absoluten Wahrheit / Rationalismus,
- Induktion aus beobachteten Phänomenen / Empirismus.

Das von ihm als wissenschaftliche Methode entwickelte Konzept beschreibt den Wissenschaftsprozess als einen stufenweisen Vorgang, der mit Abduktion aufgrund ungeklärter Phänomene beginnt, bei genügender Sicherheit induktiv Gesetze formuliert, die anhand von Deduktion praktisch geprüft werden. Zum rationalen Wissenschaftsprozess gehörte für ihn ausdrücklich die Wirtschaftlichkeit der Forschung, da Verschwendung angesichts der unendlichen zu lösenden Fragen irrational ist.
Sein Ansatz wurde oft auch als eine neue Form des Fundamentalismus betrachtet, aber durch
- konsequente Bestimmung des aktiven Prozesses der Theoriebildung,
- folgerichtige Anwendung der Theorie,
- Verifikation der Theorie durch Vorhersagbarkeit und Übereinstimmung mit der Umwelt

beinhaltet er eher eine rationale Basis als eine induktive Verallgemeinerung, die sich rein auf Phänomene beruft. Peirce' Pragmatismus wurde so als erstes wissenschaftliches Verfahren zur Anwendung auf Fragen der Erkenntnistheorie angesehen.
Ein moderner Physiker wird bei der Prüfung der Werke Galileis erstaunt sein, wie wenig Experimente mit der Aufstellung der Grundlagen der Mechanik zu tun hatten. Er beruft sich hauptsächlich auf den gesunden Menschenverstand und auf „il lume naturale“. Er nimmt stets an, dass sich die wahre Theorie als einfach und natürlich erweisen wird. (CP 6.10).
Eine Theorie, die nachweislich erfolgreicher in der Vorhersage und der Nachvollziehbarkeit gegenüber der Lebenswelt ist als ihre Konkurrenten, kann man als näher an der Wahrheit bezeichnen. Dies ist eine in der Wissenschaft angewendete operationale Kennzeichnung von Wahrheit. Anders als andere Pragmatisten hat Peirce niemals explizit eine Theorie der Wahrheit formuliert. Aber seine verstreuten Anmerkungen zur Wahrheit haben eine Reihe erkenntnistheoretischer Wahrheitstheoretiker beeinflusst und waren eine hilfreiche Grundlage für deflationäre und korrespondenztheoretische Theorien der Wahrheit.

### Metaphysik

#### Tychismus (Zufall)
Ähnlich wie Kant hat Peirce den spekulativen Charakter der traditionellen Metaphysik vielfach heftig kritisiert. Andererseits hat er immer danach gestrebt, eine mit den Naturwissenschaften verträgliche Idee für eine Erklärung der Grundprinzipien der Lebenswelt zu entwickeln. Ausgangspunkt war für ihn wie in vielen anderen Dingen die Logik und hier insbesondere die von Mill zur Induktion entwickelte Theorie, dass diese ihre Gültigkeit aus der Gleichförmigkeit der Natur herleitet. Peirce kritisierte hieran, dass die Annahme der Gleichförmigkeit als Voraussetzung dann nicht zugleich über die Induktion die Gleichförmigkeit als Ergebnis liefern könne.
Als breit bewanderter und erfahrener Naturwissenschaftler führte Peirce eine Reihe von Argumenten gegen den Determinismus an, für den es aus seiner Sicht keine wissenschaftliche Begründung gibt. Insbesondere betonte er, dass die praktischen Messwerte der angewandten Wissenschaften theoretische Konzepte niemals bestätigen, weil sie in aller Regel aufgrund von Versuchsanordnungen zu ungenau sein müssen. Messergebnisse haben immer eine Verteilung, die durch Regression oder ähnliche Verfahren approximiert werden muss. Alle natürlichen Erscheinungen beinhalten Unregelmäßigkeiten.
Gegen den Determinismus setzte Peirce die Hypothese, dass die Welt eine Zufalls-Welt (Chance-world, CP 6.399) ist. Geht man davon aus, dass es einen Urzustand des völligen (nicht beschreibbaren) Zufalls für das Universum gibt, so ist bereits der erste Entwicklungsschritt eine Wahl aus einer unbegrenzten Anzahl an Möglichkeiten. Jeder weitere Schritt führt wieder zu einer Auswahl bis zum Heute. Das Erklärungsprinzip ist die Evolution als Eigenschaft unserer Welt, die sich aus einer unendlichen Zahl möglicher Welten entwickelt hat und in diesem Entwicklungsprozess fortschreitet.
Dieses Konzept der Welterklärung durch einen fortschreitenden Prozess, der zufällige Ereignisse systematisch beinhaltet, nannte Peirce „Tychismus“. Mit diesem verbunden sind eine umfassende Idee einer universalen Evolution, für die die Theorie Darwins nur einen Teil der Erklärungen liefert, sowie die Vorstellung der Selbstorganisation der Materie. Gegen den Determinismus sah Peirce sich dadurch bestätigt, dass das Prinzip des Wachstums und des Lebens unumkehrbare Vorgänge sind, die einem Determinismus widersprechen. Spontaneität (die Popper mit Emergenz verband) war für ihn ein objektiver Tatbestand der Natur und eine wesentliche Grundlage seines Fallibilismus.
Die endlose Mannigfaltigkeit in der Welt ist nicht per Gesetz geschaffen. Es entspricht nicht der Natur der Uniformität, Variationen hervorzubringen, noch der des Gesetzes, den Einzelfall zu erzeugen. Wenn wir auf die Mannigfaltigkeit der Natur starren, blicken wir direkt in das Gesicht einer lebendigen Spontaneität. Ein Tag des Umherstreifens auf dem Lande sollte das uns eigentlich nahebringen. (CP 6.553).
Seine Auffassung sah Peirce auch gestützt durch die evolutionäre Denkweise, wie sie für ihn Hegel in Bezug auf Geschichte, Charles Lyell in Bezug auf Geologie und Charles Darwin in der Biologie vertraten. Evolution war für Peirce eines der grundlegenden Prinzipien der Welt, das er auch als „kompromisslosen Evolutionismus“ bezeichnete.
Peirce ging aber noch einen Schritt weiter. Seine Frage lautete nicht, wie Erkenntnis möglich ist, sondern wie sind überhaupt physikalische Gesetze möglich? Er bezog sich dabei unter anderem auf den 2. Hauptsatz der Thermodynamik und das Phänomen der Entropie, wie auch auf die Inexaktheit der Molekularbewegungen (MS 875). Die Tendenz zur Heterogenität und die Unumkehrbarkeit der Prozesse waren für ihn Zeichen, dass der Evolutionsprozess auch in der physikalischen Welt gilt und eine innewohnende Tendenz hat, stabile Zustände („habits“ = Verhaltensgewohnheiten) anzunehmen.
Aber was für uns das erste ist, das ist nicht das erste in der Natur. Die Prämissen des logischen Prozesses in der Natur sind all jene unabhängigen und ursachenlosen Tatsachenelemente, welche die Mannigfaltigkeit der Natur ausmachen, von der der Nezessitarier annimmt, dass sie von der Begründung der Welt an existiert, die jedoch der Tychist als Produkt eines kontinuierlichen Wachstumsprozesses versteht. (CP 5.119).
Aus dem Gedankengang, dass die Festigkeit von Gewohnheiten (etwa im Sinne von „Systemstabilität“) Hinweise auf ihr Entstehungsalter gibt (Je fester, desto älter. Je mehr Ausnahmen, desto jünger.), leitete Peirce eine spekulative Evolutionstheorie der Gewohnheitsbildung (Assoziation) ab: Darin sind die anorganischen Naturgesetze sehr alte – also quasi unveränderliche – Gewohnheiten der Welt; ein „in alten Gewohnheiten erstarrter Geist“. Die Kreisläufe der Biosphäre hingegen werden noch nicht mit absoluter Notwendigkeit verwirklicht, sodass Peirce darin jüngere Gewohnheiten sah. Die Regelmäßigkeiten menschlicher Kultur und Lebensweise nahm er als die jüngsten an, da sie viele Ausnahmen zuließen.
Peirce hätte sich durch die Ergebnisse der Quantenphysik mit dem Übergang zu wahrscheinlichkeitstheoretischen Erklärungsmodellen und die Heisenbergsche Unschärferelation bestätigt gefunden.

#### Synechismus (Kontinuum)
Ausgehend von der Idee des Zufalls und der Evolution entwickelte Peirce seine Weltsicht weiter zu einem umfassenden Konzept. Basis ist das Thema des Kontinuums, das ihn über die gesamte Zeit seines Arbeitens beschäftigte. Den ersten Schritt machte Peirce erneut in der mathematischen Logik, wo er sich mit der Frage der infinitesimalen Teilbarkeit befasste. Ein Infinitesimal ist eine Größe, die kleiner ist als jede endliche Größe, aber größer ist als Null oder anders gesagt eine Größe die gegen null geht, aber nicht identisch mit null ist. Das klassische Beispiel eines Kontinuums ist eine Linie. Das Kontinuum ist nicht metrisch, so dass Punkte auf der Linie nur potentielle Punkte sind, die wieder ein beliebig teilbares infinitesimales Intervall sind. Ein Kontinuum kann durch keine Menge von Einzelbestimmungen ausgeschöpft werden (CP 6.170). In diesem Zusammenhang hat Peirce mathematische Vorstellungen entwickelt, die heute in der Nicht-Standard-Analysis diskutiert werden und ist davon ausgegangen, dass der Raum nicht-euklidisch ist.
Phänomene wie Energie, zu der auch die Gravitation gehört, oder die Zeit sind Kontinua, die dem Prozess der Evolution innewohnen. Der Mensch kann sie selbst nicht beobachten, sondern nur ihre Auswirkungen. So ist die Zeit zunächst nur ein reines vages Gefühl der Möglichkeit (Erstheit). Die Veränderung oder Wechselwirkung ist die Erfahrung des Gegensatzes (Zweitheit). Das Fortbestehen der Vorstellungen in der Zeit ist geistige Kontinuität (Drittheit).
Wie kann eine vergangene Idee gegenwärtig sein? Nicht durch Stellvertretung. Dann also nur durch direkte Wahrnehmung. Mit anderen Worten: Um gegenwärtig zu sein, muss sie ipso facto gegenwärtig sein. Das heißt: Sie kann nicht gänzlich vergangen sein; sie kann nur dabei sein, infinitesimale Vergangenheit zu werden, weniger Vergangenheit als irgendein vergangenes Datum. So kommen wir zu dem Schluss, dass die Gegenwart mit der Vergangenheit durch eine Reihe wirklich infinitesimaler Schritte verknüpft ist. (CP 6.109).
Für Peirce war der Urgrund aller Wirklichkeit der Geist, der nichts ist als Empfindung und Qualität, reine Möglichkeit ohne Zusammenhang und Regelmäßigkeit. Dieser Geist schaffte durch ein erstes Ereignis (einen ersten dyadischen Schritt) Zeit, Raum, die Existenz der Materie und die Naturgesetze, die als relativ konstante Regelmäßigkeiten die kontinuierliche Entwicklung der Evolution in Gang setzten. In der Evolution ist das Fortschreiten eines Wachstums zu einer sich immer weiter entwickelnden Heterogenität enthalten, an deren sehr fernem Ende die vollständige Gesetzmäßigkeit steht. Zufall ist das Erste, Gesetzmäßigkeit das Zweite und die Neigung, Gewohnheiten auszubilden, das Dritte. (CP 6.27). Den Anfang und das Ende der Evolution bilden (theoretische) Grenzsituationen. Für Peirce war damit die Wirklichkeit eine Wirklichkeit des Geistes, die auch die Wirklichkeit ihrer Objekte bestimmt. Geist nicht erst als Eigenschaft von Lebewesen, sondern als Innerlichkeit aller existenter Dinge anzunehmen, stellt Peirce in die Reihe der Panpsychisten. Zudem vertrat er folgerichtig einen uneingeschränkten Universalienrealismus. Mit dieser Position eines objektiven (logischen) Idealismus sah er sich in einer Linie mit Schelling:

„Die einzig einleuchtende
Theorie des Universums ist die des objektiven Idealismus, dass Materie eine kraftlose Form des Geistes ist, dass tief verwurzelte Gewohnheiten physikalische Gesetze werden.“

#### Agapismus (Liebe als Lebensprinzip)
Der Mensch ist Teil des evolutionären Prozesses, der sich in seinem Strom des Bewusstseins ebenso wie in dem Prozess des Denkens in Zeichen widerspiegelt. Das Denken in Zeichen funktioniert aber nur im Miteinander der Menschen; denn ohne den Anderen und die Kommunikation mit ihm ist menschliche Existenz nicht möglich. Aus diesem Horizont leitete Peirce die Grundthese ab, dass nur das Prinzip der Liebe (Agape), die Überwindung der Selbstsucht und des Egoismus zu Harmonie und Fortschritt führt. Wie das teleologische Streben nach Heterogenität in der Natur kommt der Fortschritt des Menschen nur aus dem Gedanken, dass der Einzelne seine Individualität im Mitgefühl zu seinen Mitmenschen aufgehen lässt.
Peirce hat nur wenig zur praktischen Ethik geäußert. Es gibt immerhin eine kleine Schrift, in der er eine grundsätzlich veränderte Sicht auf das Strafrecht forderte. Der Mensch hat zwar das Recht, sich vor der Kriminalität zu schützen. Aber aus dem naturgegebenen Zweck der Solidarität hat er kein Recht auf Rache. Daraus folgte für Peirce die Forderung, Verbrecher zu resozialisieren und für sie Bedingungen zu schaffen, die ihnen eine Rückkehr in die Gemeinschaft ermöglichen.

## Rezeption

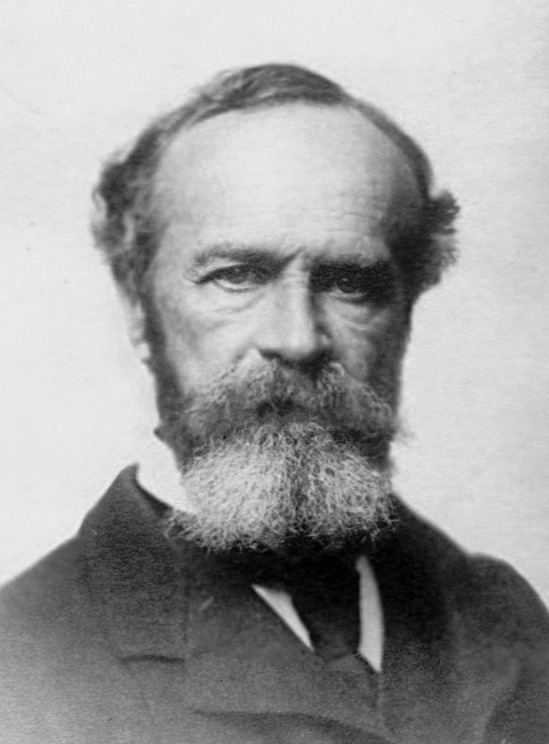
William James

Peirce wurde zu seiner Zeit als professioneller Philosoph kaum wahrgenommen, weil er keine grundlegenden Schriften zu seinem Gegenstand veröffentlichte. Bekannt war er hingegen als Naturwissenschaftler, Mathematiker und Logiker. So stand er in direktem Kontakt zu Augustus de Morgan. Ernst Schröder basierte seine Logik der Algebra auf Peirce. Über Schröder wirkte Peirce auch auf Peano und die „Principia Mathematica“ von Russell und Whitehead. Da er aber seit 1884 im Prinzip vom akademischen Leben ausgeschlossen war, entstanden Bezüge zu seinem Werk vor allem durch die Personen, die mit ihm persönlich bekannt waren. Dies waren vor allen Dingen William James und der Hegelianer Josiah Royce. Nach William James sind zwei Schriften aus den 1870er Jahren zu nennen, die die Quelle des Pragmatismus ausmachen. James widmete auch seine Schrift „The Will to Believe“ Peirce. Anders als James und spätere Pragmatisten, insbesondere John Dewey, verstand Peirce allerdings seinen Pragmatismus vor allem als Methode zur Klärung der Bedeutung von Gedanken durch Anwendung wissenschaftlicher Methodik auf die Philosophie. Den Pragmatismus von James, der sich als Physiologe vorrangig mit psychologischen Themen befasste und seinen Pragmatismus mit lebensphilosophischen Fragestellungen verband (Theorie der Emotion, Philosophie der Religion), hielt Peirce für einen individualistischen Subjektivismus, den er selbst ablehnte. Und von Deweys Logik sagte Peirce, dass sie eher eine „Naturgeschichte des Denkens“ als Logik im traditionellen Sinne einer Lehre von den normativen Prinzipien und Regeln des Denkens und Schließens sei (The Nation 1904, 220). An beiden kritisierte er das nominalistische Denken. Zur Abgrenzung gegen vereinfachende Formen des Pragmatismus (auch gegen James und Dewey) nannte Peirce seine Form des semiotischen Pragmatismus ab zirka 1905 Pragmatizismus.

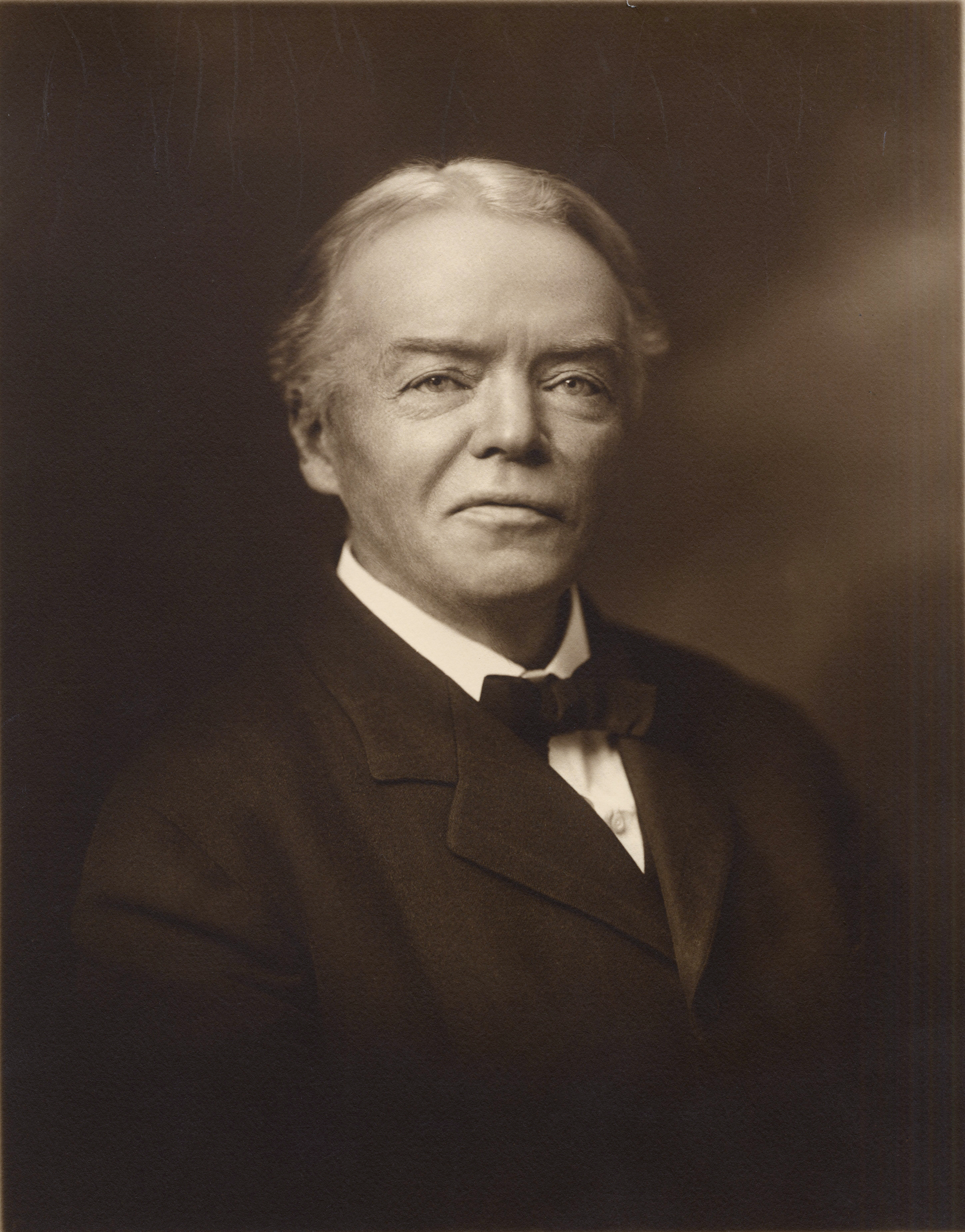
Josiah Royce (1855–1916)

Peirce' Leistungen wurden nur allmählich wahrgenommen. An der Universität wirkte er lediglich fünf Jahre im Bereich Logik. Sein einziges Buch ist eine kurze Schrift über Astronomie (Photometrische Untersuchungen von 1878), das wenig Beachtung fand. Seine Zeitgenossen William James und Josiah Royce würdigten ihn zwar, aber nur zu einem gewissen Grad. Als er starb, waren Cassius Keyser von der Columbia-Universität und Morris Raphael Cohen aus New York vielleicht seine einzigen Anhänger. Zwei Jahre nach Peirce Tod erschien im Jahr 1916 ein Sonderheft des Journal of Philosophy, das Peirce gewidmet war, mit Beiträgen von Royce, Dewey, Christine Ladd-Franklin, Joseph Jastrow und Morris R. Cohen. Als erste Arbeit über Peirce gilt „A Survey of Symbolic Logic“ von Clarence Irving Lewis, der einen konzeptualistischen Pragmatismus vertrat. Ausdrücklich auf die Anthologie „Chance, Love and Logic“ bezog sich Frank Plumpton Ramsey in seiner Arbeit „Truth and Probability“ aus dem Jahr 1926. Ramsey seinerseits führte kritische Diskussionen mit Wittgenstein über den Tractatus. Eine Ähnlichkeit des späten Wittgenstein zu Peirce ergibt sich, wenn man sein Verständnis von Bedeutung eines Begriffs als dessen Gebrauch mit der pragmatischen Maxime von Peirce vergleicht. Ähnlich wie für Peirce das Zeichen unhintergehbar und nur in den Kategorien phänomenologisch fassbar war, war auch Sprache für Wittgenstein nur in der Anwendung beschreibbar. Eine andere frühe Rezeptionslinie ergibt sich aus dem Werk „The Meaning of Meaning“ von Charles Kay Ogden und Ivor Armstrong Richards aus dem Jahr 1923, das im Anhang einige Passagen von Peirce enthält. Die semiotische Interpretation von Peirce fand dann ihren Fortgang bei Charles William Morris (Foundations of a Theory of Signs, Chicago 1938), der allerdings einen behavioristischen Ansatz verfolgte.
Auch die Veröffentlichung seiner Collected Papers (1931–1935) führte nicht zu einem unmittelbaren Aufschwung in der Sekundärliteratur. Die Herausgeber, Charles Hartshorne und Paul Weiss waren keine Peirce-Spezialisten. Weiss verfasste jedoch 1934 einen ausführlichen Eintrag zu Charles S. Peirce im Dictionary of American  Biography, in dem dieser als „originellster Denker seiner Generation“ und „Amerikas größter Logiker“ bezeichnet wird. Ähnliche Attributierungen finden sich im neuerschienenen Webster's Biographical Dictionary von 1943, wo er im Artikel zu seinem Vater mit aufgeführt ist. Eine nachweisliche Rezeption begann erst mit den Arbeiten von James Feibleman (1946) und Thomas Goudge (1950), der zweiten Auflage der Collected Papers – herausgegeben von Philip Wiener und Frederick Young – sowie der umfangreichen Arbeit von Max Fisch, des Begründers des Peirce-Edition-Projekts an der Indiana University in Indianapolis. Die „Charles Sanders Peirce Society“ wurde 1946 gegründet. Seit 1965 gibt es die Zeitschrift Transactions of the Peirce Society, die auf Peirceiana spezialisiert ist.
Die erste systematische Auseinandersetzung mit Peirce in Deutschland lieferte Jürgen von Kempski 1952, jedoch noch ohne große Wirkung. Seit den 1960er Jahren haben Max Bense und Elisabeth Walther ihre Semiotik der Stuttgarter Schule ausgehend von einer intensiven Peirce-Rezeption entwickelt. In etwa zeitgleich begründete der Linguist Roman Jacobson seine Zeichentheorie ausgehend von Peirce, wie auch Umberto Ecos strukturalistische Semiotik an Peirce anknüpft. Bertrand Russell schrieb 1959 über Peirce: „Zweifellos [...] war er einer der originellsten Köpfe des späteren neunzehnten Jahrhunderts und sicherlich der größte amerikanische Denker aller Zeiten“.
Aber erst mit der Veröffentlichung eines Textbandes durch Karl-Otto Apel im Jahr 1967, gefolgt von einem zweiten Band 1970 (siehe Schriften), setzte auch in Deutschland eine breitere Rezeptionswelle ein. Peirce lieferte für Apels Intention einer Transformation der Transzendentalphilosophie einen grundlegenden Ansatz: „Ich möchte indessen die kritische Pointe des neuen kommunikationstheoretischen Ansatzes noch zusätzlich mit Hilfe der Wittgensteinschen Konzeption des 'Sprachspiels' erläutern. Mit Hilfe dieser Konzeption lässt sich m.E. zeigen, dass die von Peirce eingeleitete – und in unserem Jahrhundert allenthalben bestätigte – semiotische oder sprachanalytische Transformation der Erkenntniskritik und Wissenschaftstheorie auf eine radikale Überwindung des 'methodischen Solipsismus' hinausläuft, der die philosophische Erkenntnistheorie von Descartes bis Husserl beherrscht hat.“ Nur ein Jahr nach Apel setzte sich auch Jürgen Habermas intensiv mit Peirce auseinander. Habermas sah im Gegensatz zu Apel Peirce nicht in der Tradition der Transzendentalphilosophie, sondern als Wissenschaftstheoretiker: „Peirce begreift Wissenschaft aus dem Horizont methodischer Forschung, und Forschung versteht er als einen Lebensprozeß. Die logische Analyse der Forschung richtet sich deshalb nicht auf die Leistungen eines transzendentalen Bewusstseins, sondern auf die Leistungen eines Subjektes, das den Forschungsprozeß im ganzen trägt, auf das Kollektiv der Forscher.“
Der österreichisch-britischer Philosoph und Wissenschaftstheoretiker Karl Popper betrachtete 1972 Peirce als „einen der größten Philosophen aller Zeiten“.
Als Kontrapunkt zur vorherrschenden nominalistischen und empiristischen Philosophie ist die Rezeption von Peirce seit den 1990er Jahren auf ein breites Spektrum von Anwendungsbereichen gewachsen. Dieses reicht von der Informatik über die Linguistik, die Semiotik, die Sozialwissenschaften, die Literaturtheorie, die Philosophie der Mathematik, die Naturphilosophie bis hin zur Religionsphilosophie. So bewertet Ilya Prigogine sein Werk: „Peirce wagte es, das Universum der klassischen Mechanik zugunsten eines evolutionären Universums zu einer Zeit zu verwerfen, als keinerlei experimentelle Ergebnisse vorlagen, die diese These hätten stützen können.“
Parallelen zu Leibniz

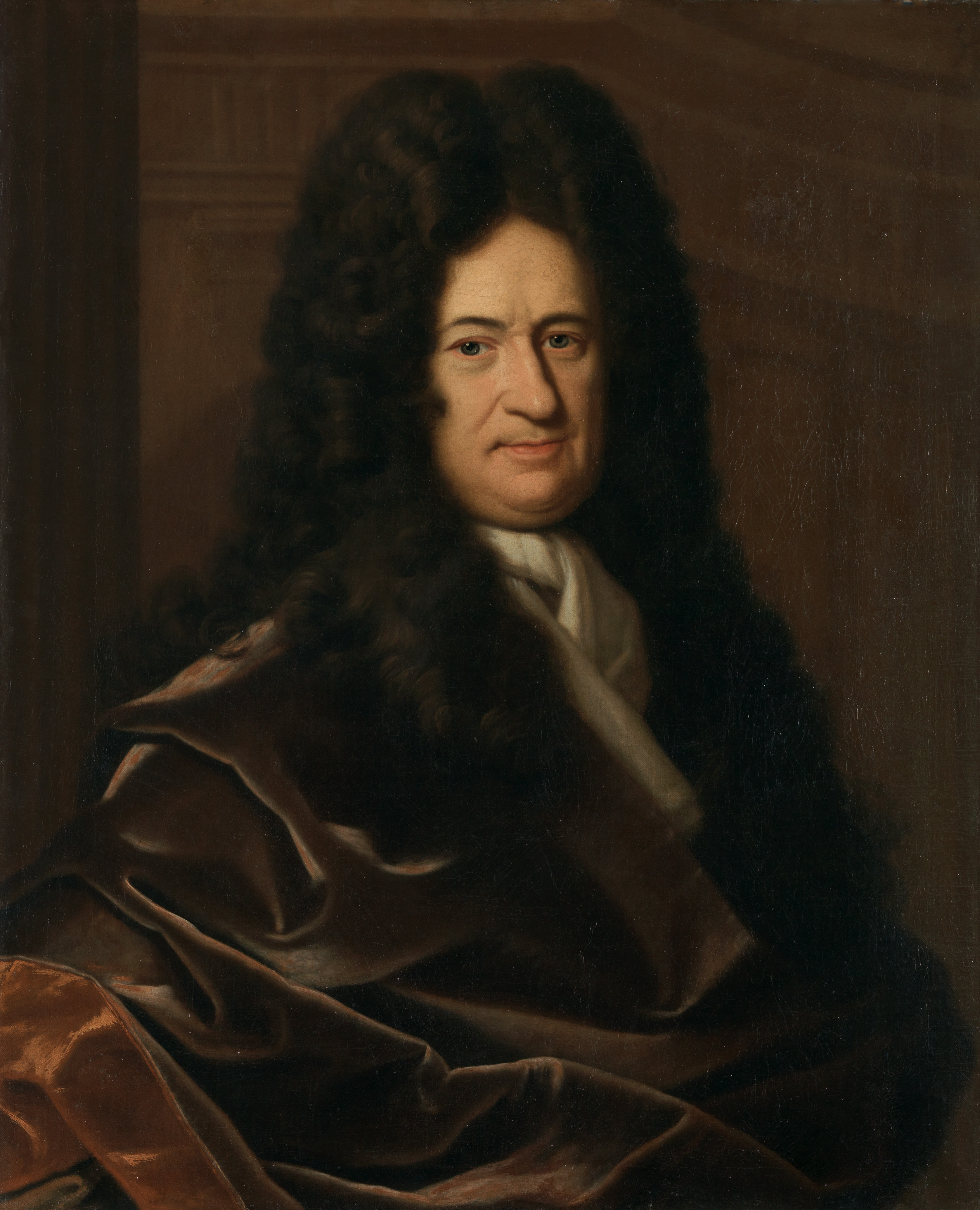
Gottfried Wilhelm Leibniz,
Porträt von Christoph Bernhard Francke, um 1700; Herzog Anton Ulrich-Museum, Braunschweig

Wenn man den Umfang von Peirce' Themen betrachtet, muss man ihn als Universalgelehrten bezeichnen, mit dem man nur wenige aus der Geschichte vergleichen kann. Besondere Ähnlichkeit findet man zu Gottfried Wilhelm Leibniz, der sich wie er mit Mathematik, Logik, Naturwissenschaften, Geschichte, Philosophie des Geistes und der Sprache und Metaphysik befasste. Beide waren metaphysische Realisten und der scholastischen Philosophie zumindest teilweise zugeneigt. So bewunderte Peirce Duns Scotus. Die Gedanken beider wurden in der Nachfolge zunächst nur wenig geschätzt und von ersten Interpreten stark vereinfacht dargestellt. Leibniz unterschied sich von Peirce vor allem in seiner finanziellen Lage, seinem Glauben und einer Korrespondenz von ca. 15.000 Briefen. Beide publizierten wenige Bücher, aber viele Aufsätze und hinterließen einen umfangreichen Nachlass. Die Werke beider Autoren sind noch bei weitem nicht vollständig ediert.

## Ausgaben
- Chance, Love and Logic: Philosophical Writings by the late C.S. Peirce, the Founder of Pragmatism. erste Anthologie hrsg. von M.R. Cohen, New York 1923.
- Collected Papers of Charles Sanders Peirce. Bände I-VI hrsg. von Charles Hartshorne und Paul Weiss, 1931–1935; Bände VII-VIII hrsg. von Arthur W. Burks 1958. University Press, Harvard, Cambridge/Mass. 1931–1958 (Band I online und Band V online).
- „On the Algebra of Logic“. In: American Journal of Mathematics. Vol. 7, 1885, S. 202.
- Microfilm Edition nach dem Annotated Catalogue of the Papers of Charles S. Peirce von Richard S. Robin, Amherst/Mass. 1967.
- The New Elements of Mathematics by Charles S. Peirce. 4 Bände. Hrsg. von Carolyn Eisele, Den Haag u. a. 1976. (Review durch Arthur W. Burks).
- Semiotics and Significs. The Correspondence between Charles S. Peirce and Victoria Lady Welby, hrsg. von Charles S. Hardwick, Bloomington/London 1977. Press of the Arisbe Associates 2001.
- Historical Perspectives on Peirce's Logic of Science. A History of Science 2 Bände. Hrsg. von Carolyn Eisele, Berlin/New York/Amsterdam 1985.
- The Essential Peirce. Selected Philosophical Writings, Band 1 (1867–1893) hrsg. von Nathan Houser und Christian Kloesel, Bloomington/Indianapolis 1992, ISBN 0-253-32849-7; Band 2 (1893–1913) hrsg. vom Peirce Edition Project, Bloomington/Indianapolis 1998, ISBN 0-253-21190-5 (Studienausgabe).
- The Essential Writings. Hrsg. von Edward C. Moore, Prometheus Books, Amherst, N.Y. 1998, ISBN 1-57392-256-0.
- Writings of Charles S. Peirce. A Chronological Edition. Hrsg. vom Peirce Edition Project. Indiana University Press, Indianapolis, Bloomington 1982ff. (Bisher Bände 1–6 und 8, geplant 30 Bände).
- Pragmatism as a Principle and Method of Right Thinking. The 1903 Harvard „Lectures on Pragmatism“, Hrsg. von Patricia Ann Turrisi. State of New York Press, Albany, N.Y. 1997.
- Charles S. Peirce. The Logic of Interdisciplinarity. The Monist-Series. hrsg. von Elize Bisanz, Akademie Verlag, Berlin 2009, ISBN 978-3-05-004410-1.
- Charles S. Peirce. Philosophy of Mathematics: Selected Writings. hrsg. von Matthew E. Moore, Indiana University Press, 2010, ISBN 978-0-253-22265-7 (Review).
- Prolegomena to a Science of Reasoning. Phaneroscopy, Semeiotic, Logic. hrsg. von Elize Bisanz, Peter Lang Verlag, Berlin 2015, ISBN 978-3-631-66602-9.

Deutschsprachige Ausgaben
- Karl-Otto Apel (Hrsg.): Schriften zum Pragmatismus und Pragmatizismus. Suhrkamp, Frankfurt am Main 1976, ISBN 3-518-06029-5 (enthält: Zur Entstehung des Pragmatismus und Vom Pragmatismus zum Pragmatizismus).
- Klaus Oehler (Hrsg.): Charles S. Peirce. Über die Klarheit der Gedanken. 3. Auflage. Klostermann, Frankfurt am Main 1985, ISBN 3-465-01650-5.
- Elisabeth Walther (Hrsg.): Die Festigung der Überzeugung und andere Schriften. AGIS, Baden-Baden 1986, ISBN 3-87007-005-6.
- Elisabeth Walther (Hrsg.): Vorlesungen über Pragmatismus. Meiner, Hamburg 1991, ISBN 3-7873-0984-5.
- Helmut Pape (Hrsg.): Charles S. Peirce. Phänomen und Logik der Zeichen. Suhrkamp, Frankfurt am Main 1993, ISBN 3-518-28025-2.
- Hermann Deuser (Hrsg.): Religionsphilosophische Schriften. Meiner, Hamburg 1995, ISBN 3-7873-1460-1.
- Helmut Pape (Hrsg.): Naturordnung und Zeichenprozeß. Schriften über Semiotik und Naturphilosophie. Suhrkamp, Frankfurt am Main 1998, ISBN 3-518-28512-2.
- Christian Kloesel, Helmut Pape (Hrsg.): Charles S. Peirce. Semiotische Schriften. 3 Bände. Band 1 (1865–1903). Suhrkamp, Frankfurt am Main 2000, ISBN 3-518-29080-0.
  - Band 2 (1903–1906) ISBN 3-518-29081-9.
  - Band 3 (1906–1913) ISBN 3-518-29082-7.
- Kenneth Laine Ketner (Hrsg.): Das Denken und die Logik des Universums: die Vorlesungen der Cambridge Conferences von 1898; mit einem Anhang unveröffentlichter Manuskripte. Suhrkamp, Frankfurt am Main 2002, ISBN 3-518-58325-5 (Originaltitel: Reasoning and the Logic of Things).

Zitierweise:
- Collected Papers: Dezimal nach Band und Abschnittsnummer (CP 5.11 = Band fünf, Abschnitt 11)
- Microfilm Edition: MS plus Seitenzahl
- The New Elements of Mathematics: NEM Band plus Seitenzahl (NEM III/2, 11 = NEM Band 3, 2. Halbband, S. 11)
- Semiotics and Significs: S&S plus Seitenzahl

Die im Text enthaltenen Zitate stammen aus den deutschen Ausgaben oder der genannten Literatur.

## Zitate
- Die Definition der Endlichkeit aus „On the algebra of logic“: „Now, to say that a lot of objects is finite, is the same as to say that if we pass through the class from one to another we shall necessarily come round to one of those individuals already passed; that is, if every one of the lot is in any one-to-one relation to one of the lot, then to every one of the lot some one is in this same relation.“

- Die Pragmatische Maxime in der ersten Fassung wie in „How to make our Ideas clear“: „Überlege, welche Wirkungen, die denkbarerweise praktische Bedeutung haben können, wir dem Gegenstand unseres Begriffes zuschreiben. Dann ist unser Begriff dieser Wirkungen der ganze Umfang unseres Begriffs des Gegenstandes.“

### Einführungen
- Elisabeth Walther: Charles Sanders Peirce, Leben und Werk. AGIS, Baden-Baden 1989, ISBN 3-87007-035-8.
- Ludwig Nagl, Charles Sanders Peirce, Campus Verlag, Frankfurt am Main / New York 1992, ISBN 3-593-34631-1.
- Klaus Oehler: Charles Sanders Peirce. Beck, München 1993, ISBN 3-406-34635-9.
- Nina Ort: Wie wir Ideen klar machen. Die Semiotik von Charles S. Peirce zur Einführung. Velbrück, Weilerswist 2024, ISBN 978-3-95832-374-2.
- Helmut Pape: Charles S. Peirce zur Einführung. Junius, Hamburg 2004, ISBN 3-88506-391-3.
- James Jakób Liszka: A General Introduction to the Semeiotic of Charles Sanders Peirce. Indiana University Press, Bloomington/Indianapolis 1996.
- Hans Gerald Hödl: Peirce, Charles Sanders Santiago. In: Biographisch-Bibliographisches Kirchenlexikon (BBKL). Band 7, Bautz, Herzberg 1994, ISBN 3-88309-048-4, Sp. 139–160 (Artikel/Artikelanfang im Internet-Archive).

### Weiterführendes
- Ulrich Baltzer: Erkenntnis als Relationengeflecht. Kategorien bei Charles S. Peirce. Schöningh, Paderborn 1994, ISBN 3-506-70559-8.
- Joseph Brent: Charles S. Peirce. A life. Indiana University Press, Bloomington 1998, ISBN 0-253-33350-4. (Review; PDF; 988 kB)
- Carl R. Hausman: Charles S. Peirce's Evolutionary Philosophy. Cambridge University Press, New York 1993.
- Michael H. G. Hoffmann: Erkenntnisentwicklung. Ein semiotisch-pragmatischer Ansatz. Klostermann, Frankfurt am Main 2005, ISBN 3-465-03439-2.
- Stefan Kappner: Intentionalität aus semiotischer Sicht. Peirceanische Perspektiven. de Gruyter, Berlin / New York 2004, ISBN 3-11-018288-2.
- Angelika Karger: Untersuchungen zur Bewusstseinkonzeption bei Ch. S. Peirce, Stuttgart 1982.
- Friedrich Kuhn: Ein anderes Bild des Pragmatismus. Wahrscheinlichkeitstheorie und Begründung der Induktion als maßgebliche Einflußgrößen in den „Illustrations of the Logic of Science“ von Charles Sanders Peirce. Frankfurt am Main 1996, ISBN 3-465-02858-9.
- Farid Lighvani: Die Bedeutung von Charles Sanders Peirce für den amerikanischen Pragmatismus. Hamburg 2007, ISBN 978-3-8300-3023-2.
- Louis Menand: The Metaphysical Club. Farrar, Strauss and Giroux, New York 2001, ISBN 0-374-52849-7.
- Ralf Müller: Die dynamische Logik des Erkennens bei Charles S. Peirce. Königshausen & Neumann, Würzburg 1999, ISBN 3-631-48338-4.
- Helmut Pape: Erfahrung und Wirklichkeit als Zeichenprozeß. Charles S. Peirces Entwurf einer Spekulativen Grammatik des Seins. Suhrkamp, Frankfurt 1989.
- Helmut Pape: Der dramatische Reichtum der konkreten Welt. Der Ursprung des Pragmatismus im Denken von Charles Sanders Peirce und William James. Velbrück Wissenschaft, Weilerswist 2002, ISBN 3-934730-38-8.
- Ansgar Richter: Der Begriff der Abduktion bei Charles S. Peirce. Lang, Frankfurt am Main 1995, ISBN 3-631-48338-4.
- Don D. Roberts: The Existential Graphs of Charles S. Peirce. (= Approaches To Semiotics. 27). Mouton, The Hague 1973.
- Karl-Hermann Schäfer: Peirce: Kommunikationstheorie als Semiotik. In: Karl-Hermann Schäfer: Kommunikation und Interaktion, Grundbegriffe einer Pädagogik des Pragmatismus. VS Verlag für Sozialwissenschaften, Wiesbaden 2005, ISBN 3-531-14529-0, S. 63–116.
- Gerhard Schönrich: Zeichenhandeln. Untersuchungen zum Begriff einer semiotischen Vernunft im Ausgang von Ch. S. Peirce. Suhrkamp, Frankfurt am Main 1990, ISBN 3-518-58024-8.
- Uwe Wirth (Hrsg.): Die Welt als Zeichen und Hypothese. Perspektiven des semiotischen Pragmatismus von Charles S. Peirce. Suhrkamp, Frankfurt am Main 2000, ISBN 3-518-29079-7.
- Julia Zink: Kontinuum und Konstitution der Wirklichkeit. Analyse und Rekonstruktion des Peirce'schen Kontinuum-Gedankens. Dissertation. München 2004. (PDF)